# Liste der Nummer-eins-Hits in den deutschen deutschsprachigen Singlecharts
In der Liste der Nummer-eins-Hits in den deutschen deutschsprachigen Singlecharts werden alle Singles aufgelistet, die in der jeweiligen Woche die Chartspitze der deutschen deutschsprachigen Singlecharts erreicht haben.

## Datenbasis
Bis Mai 1959 beruhen die Nummer-eins-Hits der Bundesrepublik auf der Boxen-Parade des Automatenmarktes (monatlich ermittelt). Von Juni 1959 bis Januar 1965 sind die Nummer-eins-Hits der Musikmarkt-Hitparade entnommen (monatlich ermittelt). Von Februar 1965 bis Dezember 1970 wurden die BRD-Charts durch den Musikmarkt halbmonatlich ermittelt. Seit 1971 gelten die Verkaufszahlen der Singles innerhalb einer Woche als Maßstab. Bis 1977 ermittelte diese Zahlen der Musikmarkt, ab 1977 die Media Control GmbH & Co KG und seit 2013 GfK Entertainment. Es gibt auch Bücher und Listen, die wöchentliche Charts seit 1956 führen. Diese sind aus den monatlichen Charts interpolierte Listen. Über die Verkaufszahlen der Schallplatten in der DDR gibt es keine offiziellen Listen.
Hinweis: In früheren Jahren war es manchmal üblich, verschiedene Versionen eines Liedes von verschiedenen Interpreten zusammenzufassen.

## Hinweise zur Interpretation der aufgeführten Statistiken
Die hier dargestellten Auswertungen der deutschen Singlecharts beschreiben lediglich die erfolgreichsten deutschsprachigen Singles. Dies ist nicht gleichbedeutend mit einem offiziellen Nummer-eins- oder Top-10-Erfolg. Ebenfalls können daraus keine Verkaufszahlen oder weitere kommerzielle Erfolge abgeleitet werden. Die Liedtexte müssen zum größten Teil (über 50 %) in deutscher Sprache geschrieben sein. Instrumentalstücke sind komplett aus der Liste ausgenommen.
Die Daten bis 2015 bestehen aus einer eigenen Auswertung, bei der die jeweils erfolgreichste deutschsprachige Single aus den offiziellen deutschen Singlecharts herausgefiltert wurde. Seit 2015 veröffentlicht die GfK Entertainment die offiziellen „Top 15 deutschsprachige Singles“, bei dem die GfK nach dem gleichen Prinzip die 15 erfolgreichsten Singles jeder Chartwoche aus den Singlecharts herausfiltern.

## Liste der Nummer-eins-Hits nach Jahr
| 1954 | 1955 |
| --- | --- |
| - Zehn Whiskys und ein Soda – Wir, wir, wir, haben ein Klavier - 2 Monate (1. März – 30. April) - Lys Assia, Fred Weyrich & Die Peheiros – Schweden-Mädel - 1 Monat (1. Mai – 31. Mai) - Friedel Hensch und die Cyprys – Heideröslein - 3 Monate (1. Juni – 31. August) - Hans-Arno Simon – Wodka-Fox - 2 Monate (1. September – 31. Oktober) - Werner Dies / Willy Berking U.S. Orchester – Schuster bleib bei deinen Leisten - 1 Monat (1. November – 30. November) - Kurt-Adolf Thelen, Sunshine-Quartett, Golgowsky-Quartett & Will Glahé & Sein Großes Blas-Orchester – Am 30. Mai ist der Weltuntergang - 4 Wochen (1. Dezember – 31. Dezember) | - Hula Hawaiian Quartett – Jim, Jonny und Jonas - 1 Monat (1. Januar – 31. Januar) - Caterina Valente & Orchester Mike Firestone – Ganz Paris träumt von der Liebe - 6 Monate (1. Februar – 31. Juli) - Bibi Johns & Die Penny Pipers – Die Gypsy Band - 3 Monate (1. August – 30. September) - Silvio Francesco mit Fausto Campi und die Leonardos – He Mister Banjo - 1 Monat (1. Oktober – 31. Oktober) - Hilo Hawaiians – Domingo Santo Domingo - 1 Monat (1. November – 30. November) - Lys Assia, Sunshine-Quartett, Die Toledos & Orchester Béla Sanders – Arrivederci, Roma - 1 Monat (1. Dezember – 31. Dezember, insgesamt 3 Monate) |
| 1956 | 1957 |
| - Vico Torriani – Zwei Spuren im Schnee - 1 Monat (1. Januar – 31. Januar) - Lys Assia, Sunshine-Quartett, Die Toledos & Orchester Béla Sanders – Arrivederci, Roma - 2 Monate (1. Februar – 31. März, insgesamt 3 Monate) - Club Indonesia (Caterina Valente und Silvio Francesco) – Steig in das Traumboot der Liebe - 2 Monate (1. April – 31. Mai) - Freddy Quinn – Heimweh - 5 Monate (1. Juni – 31. Oktober) - Die Sieben Raben – Smoky - 2 Monate (1. November – 31. Dezember) | - Rodgers-Gesangs-Duett: Sei zufrieden - 1 Monat (1. Januar – 31. Januar) - Wolfgang Sauer / Margot Eskens: Cindy, Oh Cindy 1 - 1 Monat (1. Februar – 28. Februar) - Margot Eskens: Cindy, Oh Cindy 1 - 4 Monate (1. März – 30. Juni) - Freddy: Heimatlos - 2 Monate (1. Juli – 31. August) - Die Heimatsänger: Köhlerliesel - 2 Monate (1. September – 31. Oktober) - Vico Torriani: Siebenmal in der Woche - 1 Monat (1. November – 30. November) - Caterina Valente: Wo meine Sonne scheint - 1 Monat (1. Dezember – 31. Dezember) |
| 1958 | 1959 |
| - Fred Bertelmann: Der lachende Vagabund - 3 Monate (1. Januar – 31. März) - Caterina Valente – Spiel noch einmal für mich, Habanero - 1 Monat (1. April – 30. April) - Conny – I Love You, Baby - 3 Monate (1. Mai – 31. Juli) - Peter Alexander & Die Sieben Raben – Bambina - 1 Monat (1. August – 31. August) - Peter Kraus – Hula Baby - 2 Monate (1. September – 31. Oktober) - Vico Torriani – Schön und Kaffeebraun - 1 Monat (1. November – 30. November) - Jörg Maria Berg – Patricia - 1 Monat (1. Dezember – 31. Dezember) | - Peter Kraus – Sugar Baby - 1 Monat (1. Januar – 31. Januar, insgesamt 2 Monate) - Nilsen Brothers – Tom Dooley - 1 Monat (1. Februar – 28. Februar) - Peter Kraus – Sugar Baby - 1 Monat (1. März – 31. März, insgesamt 2 Monate) - Freddy – Die Gitarre und das Meer - 4 Monate (1. April – 31. Juli) - Dalida – Am Tag, als der Regen kam - 2 Monate (1. August – 30. September) - Bill Ramsey – Souvenirs - 1 Monat (1. Oktober – 31. Oktober) - Freddy – Unter fremden Sternen - 1 Monat (1. November – 30. November) - Will Brandes: Marina - 1 Monat (1. Dezember – 31. Dezember)                                                      |

| 1960 | 1961 |
| --- | --- |
| - Will Brandes: Marina - 2 Monate (1. Januar – 29. Februar) - Jan & Kjeld: Banjo Boy - 2 Monate (1. März – 30. April) - Heidi Brühl: Wir wollen niemals auseinandergehn - 2 Monate (1. Mai – 30. Juni) - Dalida: Milord - 1 Monat (1. Juli – 31. Juli) - Ted Herold: Moonlight - 1 Monat (1. August – 31. August) - Club Honolulu (Caterina Valente und Silvio Francesco): Itsy Bitsy Teenie Weenie Honolulu-Strand-Bikini - 1 Monat (1. September – 30. September) - Lale Andersen / Caterina Valente: Ein Schiff wird kommen (Hafen von Piräus) - 2 Monate (1. Oktober – 30. November, insgesamt 3 Monate) \| Info \| \| -------------------------------------------------------------------------------------------------------------------------------------------------------------------------------------------------------------------------------------------------------------------------------------------------------------------------------------------------------------- \| \| Bis zur Musikmarkt-Ausgabe Dezember 1960 trugen die Charts immer den Titel des Vormonats. Die Ausgabe Dezember 1960 beinhaltete also die Charts für November 1960. Mit der Ausgabe Januar 1961 änderte man dies jedoch und man benannte die Charts nach dem aktuellen Monat, also Januar 1961. Aus diesem Grund fehlen die Charts für den Monat Dezember 1960. \| | - Lale Andersen / Caterina Valente: Ein Schiff wird kommen (Hafen von Piräus) - 1 Monat (1. Januar – 31. Januar, insgesamt 3 Monate) - Blue Diamonds: Ramona - 3 Monate (1. Februar – 30. April) - Ralf Bendix und die kleine Elisabeth: Babysitter-Boogie - 1 Monat (1. Mai – 31. Mai) - Trio Kolenka: Vier Schimmel, ein Wagen (Hüh-a-hoh) - 3 Monate (1. Juni – 31. August) - Freddy Quinn: La Paloma - 1 Monat (1. September – 30. September) - Gus Backus: Der Mann im Mond - 1 Monat (1. Oktober – 31. Oktober) - Nana Mouskouri: Weiße Rosen aus Athen - 2 Monate (1. November – 31. Dezember) |
| 1962 | 1963 |
| - Gerhard Wendland: Tanze mit mir in den Morgen - 1 Monat (1. Januar – 31. Januar) - Peter Niemann: Jana, schöne Mexicana - 2 Monate (1. Februar – 31. März) - Conny / Jan & Kjeld: Zwei kleine Italiener - 1 Monat (1. April – 30. April) - Mina: Heißer Sand - 2 Monate (1. Mai – 30. Juni) - Nana Mouskouri: Ich schau den weißen Wolken nach - 2 Monate (1. Juli – 31. August) - Rex Gildo: Kleiner Gonzales - 3 Monate (1. September – 30. November) - Petula Clark: Monsieur - 1 Monat (1. Dezember – 31. Dezember) | - Freddy Quinn: Junge, komm bald wieder - 3 Monate (1. Januar – 31. März) - Billy Mo: Ich kauf’ mir lieber einen Tirolerhut - 1 Monat (1. April – 30. April) - Tahiti-Tamourés: Wini-Wini - 1 Monat (1. Mai – 31. Mai) - Manuela: Schuld war nur der Bossa Nova - 1 Monat (1. Juni – 30. Juni) - Connie Francis: Barcarole in der Nacht - 1 Monat (1. Juli – 31. Juli) - Gitte / Lil Malmkvist: Ich will ’nen Cowboy als Mann - 2 Monate (1. August – 30. September) - Gitte und Rex Gildo: Vom Stadtpark die Laternen - 2 Monate (1. Oktober – 30. November) - Cliff Richard: Rote Lippen soll man küssen (Lucky Lips) - 2 Monate (1. Dezember 1963 – 31. Januar 1964) |
| 1964 | 1965 |
| - Cliff Richard: Rote Lippen soll man küssen (Lucky Lips) - 2 Monate (1. Dezember 1963 – 31. Januar 1964) - Bernd Spier: Das kannst du mir nicht verbieten - 1 Monat (1. Februar – 29. Februar) - The Beatles: I Want to Hold Your Hand (Komm gib mir deine Hand) - 2 Monate (1. März – 30. April) - Ronny: Oh, My Darling Caroline - 2 Monate (1. Mai – 30. Juni) - Siw Malmkvist: Liebeskummer lohnt sich nicht - 3 Monate (1. Juli – 30. September) - Peter Lauch & die Regenpfeifer: Das kommt vom Rudern, das kommt vom Segeln - 1 Monat (1. Oktober – 31. Oktober) - Bernd Spier: Memphis, Tennessee - 2 Monate (1. November – 31. Dezember) | - Ronny: Kenn ein Land / Kleine Annabell - 1 Monat (1. Januar – 31. Januar, insgesamt 1½ Monate) - Cliff Richard: Das ist die Frage aller Fragen (Spanish Harlem) - 1 Monat (1. Februar – 28. Februar) - Ronny: Kenn ein Land / Kleine Annabell - ½ Monat (1. März – 14. März, insgesamt 1½ Monate) - Bernd Spier – Das war mein schönster Tanz - 1 Monat (15. März – 14. April) - Peter Alexander – Schenk mir ein Bild von dir - 2 Monate (15. April – 14. Juni) - Drafi Deutscher – Heute male ich dein Bild, Cindy Lou - 1 Monat (15. Juni – 14. Juli) - Peggy March – Mit 17 hat man noch Träume - 2½ Monate (15. Juli – 30. September) - Roy Black – Du bist nicht allein - 2 Monate (1. Oktober – 30. November) - Drafi Deutscher – Marmor, Stein und Eisen bricht - 2½ Monate (1. Dezember 1965 – 14. Februar 1966) |
| 1966 | 1967 |
| - Drafi Deutscher – Marmor, Stein und Eisen bricht - 2½ Monate (1. Dezember 1965 – 14. Februar 1966) - Roy Black – Ganz in Weiß - 2 Monate (15. Februar – 14. April) - Udo Jürgens – Merci, Chérie - ½ Monat (15. April – 30. April) - Freddy Quinn – Hundert Mann und ein Befehl - 3 Monate (1. Mai – 31. Juli) - Wencke Myhre – Beiß nicht gleich in jeden Apfel - 1 Monat (1. August – 31. August) - Roy Black – Leg dein Herz in meine Hände - 2 Monate (1. September – 31. Oktober) - Udo Jürgens – Sag mir wie - 2 Monate (1. November – 31. Dezember) | - Peter Alexander – Moderne Romanzen - 1 Monat (1. Januar – 31. Januar) - Roy Black – Frag nur Dein Herz - 1½ Monate (1. Februar – 14. März, insgesamt 2½ Monate) - Peggy March – Memories of Heidelberg - ½ Monat (15. März – 31. März, insgesamt 1½ Monate) - Roy Black – Frag nur Dein Herz - 1 Monat (1. April – 30. April, insgesamt 2½ Monate) - Peggy March – Memories of Heidelberg - 1 Monat (1. Mai – 31. Mai, insgesamt 1½ Monate) - Ronny – Laß die Sonne wieder scheinen - 1 Monat (1. Juni – 30. Juni) - Roy Black – Meine Liebe zu dir - 3½ Monate (1. Juli – 14. Oktober) - Peter Alexander – Verbotene Träume - ½ Monat (15. Oktober – 31. Oktober) - Peggy March – Romeo und Julia - ½ Monat (1. November – 14. November) - Peter Alexander – Der letzte Walzer - ½ Monat (15. November – 30. November, insgesamt 3 Monate) - Roland W. – Monja - ½ Monat (1. Dezember – 14. Dezember) - Peter Alexander – Der letzte Walzer - 2½ Monate (15. Dezember 1967 – 29. Februar 1968, insgesamt 3 Monate) |
| 1968 | 1969 |
| - Peter Alexander – Der letzte Walzer - 2½ Monate (15. Dezember 1967 – 29. Februar 1968, insgesamt 3 Monate) - Heintje – Mama - ½ Monat (1. März – 14. März, insgesamt 10 Wochen) - Roy Black – Bleib bei mir - ½ Monat (15. März – 31. März) - Heintje – Mama - 1 Monat (1. April – 30. April, insgesamt 10 Wochen) - Peter Alexander – Delilah - 1 Monat (1. Mai – 31. Mai) - Heintje – Mama - 1 Monat (1. Juni – 30. Juni, insgesamt 10 Wochen) - Heintje – Du sollst nicht weinen - 4 Monate (1. Juli – 31. Oktober) - Heintje – Heidschi Bumbeidschi - 4 Monate (1. November 1968 – 28. Februar 1969) | - Heintje – Heidschi Bumbeidschi - 4 Monate (1. November 1968 – 28. Februar 1969) - Udo Jürgens – Es wird Nacht, Señorita - ½ Monat (1. März – 14. März) - Peter Alexander – Liebesleid - 1½ Monate (15. März – 30. April) - Heintje – Ich sing ein Lied für Dich - 1 Monat (1. Mai – 31. Mai) - Roy Black – Das Mädchen Carina - 2½ Monate (1. Juni – 14. August) - Michael Holm – Mendocino - 1½ Monate (15. August – 30. September) - Christian Anders – Geh nicht vorbei - 2 Monate (1. Oktober – 30. November) - Roy Black – Dein schönstes Geschenk - 3 Monate (1. Dezember 1969 – 28. Februar 1970, insgesamt 3½ Monate) |
| Info | |
| Bis zur Musikmarkt-Ausgabe Dezember 1960 trugen die Charts immer den Titel des Vormonats. Die Ausgabe Dezember 1960 beinhaltete also die Charts für November 1960. Mit der Ausgabe Januar 1961 änderte man dies jedoch und man benannte die Charts nach dem aktuellen Monat, also Januar 1961. Aus diesem Grund fehlen die Charts für den Monat Dezember 1960. | |

| 1970 | 1971 |
| --- | --- |
| - Roy Black – Dein schönstes Geschenk - 3 Monate (1. Dezember 1969 – 28. Februar 1970, insgesamt 3½ Monate) - Die Minstrels – Grüezi wohl, Frau Stirnimaa - ½ Monat (1. März – 14. März) - Roy Black – Dein schönstes Geschenk - ½ Monat (15. März – 31. März, insgesamt 3½ Monate) - Peter Alexander – Oh Lady Mary - ½ Monat (1. April – 14. April) - Michael Holm – Barfuß im Regen - 1 Monat (15. April – 14. Mai) - Peter Maffay – Du - 2 Monate (15. Mai – 14. Juli, insgesamt 2½ Monate) - Chris Roberts – Ein Mädchen nach Maß - ½ Monat (15. Juli – 31. Juli) - Howard Carpendale – Das schöne Mädchen von Seite eins - 1 Monat (1. August – 31. August) - Peter Maffay – Du - ½ Monat (1. September – 14. September, insgesamt 2½ Monate) - Adamo – Komm in mein Boot - ½ Monat (15. September – 30. September) - Heintje – Es kann nicht immer nur die Sonne scheinen - ½ Monat (1. Oktober – 14. Oktober) - Peter Maffay – Du bist anders - 1 Monat (15. Oktober – 14. November) - Daliah Lavi – Oh, wann kommst du? - 1½ Monate (15. November – 31. Dezember) | - Peter Alexander – Hier ist ein Mensch - 7 Wochen (4. Januar – 21. Februar, insgesamt 9 Wochen) - Roy Black – Für dich allein (Du kannst nicht alles haben) - 1 Woche (22. Februar – 28. Februar, insgesamt 5 Wochen) - Peter Alexander – Hier ist ein Mensch - 1 Woche (1. März – 7. März, insgesamt 9 Wochen) - Roy Black – Für dich allein (Du kannst nicht alles haben) - 2 Wochen (8. März – 21. März, insgesamt 5 Wochen) - Peter Alexander – Hier ist ein Mensch - 1 Woche (22. März – 28. März, insgesamt 9 Wochen) - Roy Black – Für dich allein (Du kannst nicht alles haben) - 1 Woche (29. März – 4. April, insgesamt 5 Wochen) - Heintje – Schneeglöckchen im Februar, Goldregen im Mai - 1 Woche (5. April – 11. April, insgesamt 4 Wochen) - Roy Black – Für dich allein (Du kannst nicht alles haben) - 1 Woche (12. April – 18. April, insgesamt 5 Wochen) - Heintje – Schneeglöckchen im Februar, Goldregen im Mai - 3 Wochen (19. April – 9. Mai, insgesamt 4 Wochen) - Danyel Gérard – Butterfly - 18 Wochen (10. Mai – 12. September, insgesamt 23 Wochen) - Ulli Martin – Monika - 1 Woche (13. September – 19. September, insgesamt 3 Wochen) - Danyel Gérard – Butterfly - 1 Woche (20. September – 26. September, insgesamt 23 Wochen) - Ulli Martin – Monika - 1 Woche (27. September – 3. Oktober, insgesamt 3 Wochen) - Danyel Gérard – Butterfly - 3 Wochen (4. Oktober – 24. Oktober, insgesamt 23 Wochen) - Ulli Martin – Monika - 1 Woche (25. Oktober – 31. Oktober, insgesamt 3 Wochen) - Danyel Gérard – Butterfly - 1 Woche (1. November – 7. November, insgesamt 23 Wochen) - Roy Black & Anita – Schön ist es auf der Welt zu sein - 2 Wochen (8. November – 21. November, insgesamt 7 Wochen) - Chris Roberts – Hab’ ich dir heute schon gesagt, daß ich dich liebe - 1 Woche (22. November – 28. November) - Roy Black & Anita – Schön ist es, auf der Welt zu sein - 5 Wochen (29. November 1971 – 2. Januar 1972, insgesamt 7 Wochen) |
| 1972 | 1973 |
| - Roy Black & Anita – Schön ist es, auf der Welt zu sein - 5 Wochen (29. November 1971 – 2. Januar 1972, insgesamt 7 Wochen) - Ulli Martin – Ich träume mit offenen Augen von dir - 1 Woche (3. Januar – 9. Januar) - Daisy Door – Du lebst in deiner Welt (Highlights of My Dreams) - 8 Wochen (10. Januar – 5. März) - Tony Marshall – Komm gib mir deine Hand - 3 Wochen (6. März – 26. März) - Windows – How Do You Do - 8 Wochen (27. März – 21. Mai) - Juliane Werding – Am Tag, als Conny Kramer starb - 1 Woche (22. Mai – 28. Mai) - Christian Anders – Es fährt ein Zug nach Nirgendwo - 7 Wochen (29. Mai – 16. Juli) - Bata Illic – Michaela - 3 Wochen (17. Juli – 6. August, insgesamt 4 Wochen) - Mouth & MacNeal – Hello-A - 1 Woche (7. August – 13. August, insgesamt 8 Wochen) - Bata Illic – Michaela - 1 Woche (14. August – 20. August, insgesamt 4 Wochen) - Mouth & MacNeal – Hello-A - 7 Wochen (21. August – 8. Oktober, insgesamt 8 Wochen) - Vicky Leandros – Ich hab’ die Liebe geseh’n - 4 Wochen (9. Oktober – 5. November, insgesamt 5 Wochen) - Jürgen Marcus – Eine neue Liebe ist wie ein neues Leben - 1 Woche (6. November – 12. November) - Vicky Leandros – Ich hab’ die Liebe geseh’n - 1 Woche (13. November – 19. November, insgesamt 5 Wochen) - Heino – Blau blüht der Enzian - 2 Wochen (20. November – 3. Dezember, insgesamt 4 Wochen) - Wums Gesang – Ich wünsch’ mir ’ne kleine Miezekatze - 1 Woche (4. Dezember – 10. Dezember, insgesamt 12 Wochen) - Heino – Blau blüht der Enzian - 2 Wochen (11. Dezember – 24. Dezember, insgesamt 4 Wochen) - Wums Gesang – Ich wünsch’ mir ’ne kleine Miezekatze - 11 Wochen (25. Dezember 1972 – 11. März 1973, insgesamt 12 Wochen) | - Wums Gesang – Ich wünsch’ mir ’ne kleine Miezekatze - 11 Wochen (25. Dezember 1972 – 11. März 1973, insgesamt 12 Wochen) - Bernd Clüver – Der Junge mit der Mundharmonika - 2 Wochen (12. März – 25. März, insgesamt 11 Wochen) - Jürgen Marcus – Ein Festival der Liebe - 1 Woche (26. März – 1. April) - Bernd Clüver – Der Junge mit der Mundharmonika - 9 Wochen (2. April – 3. Juni, insgesamt 11 Wochen) - Demis Roussos – Goodbye, My Love, Goodbye - 13 Wochen (4. Juni – 2. September) - Freddy Breck – Rote Rosen - 5 Wochen (3. September – 7. Oktober) - Bernd Clüver – Der kleine Prinz (Ein Engel, der Sehnsucht heißt) - 12 Wochen (8. Oktober – 30. Dezember) - Mireille Mathieu – La Paloma adé - 5 Wochen (31. Dezember 1973 – 3. Februar 1974) |
| 1974 | 1975 |
| - Mireille Mathieu – La Paloma adé - 5 Wochen (31. Dezember 1973 – 3. Februar 1974) - Walter Scheel – Hoch auf dem gelben Wagen - 3 Wochen (4. Februar – 24. Februar) - Nina & Mike – Fahrende Musikanten - 8 Wochen (25. Februar – 21. April) - Insterburg & Co. – Ich liebte ein Mädchen - 1 Woche (22. April – 28. April) - Chris Roberts – Du kannst nicht immer siebzehn sein - 8 Wochen (29. April – 23. Juni) - Vicky Leandros – Theo, wir fahr’n nach Lodz - 17 Wochen (24. Juni – 20. Oktober) - Michael Holm – Tränen lügen nicht - 16 Wochen (21. Oktober 1974 – 9. Februar 1975) | - Michael Holm – Tränen lügen nicht - 16 Wochen (21. Oktober 1974 – 9. Februar 1975) - Udo Jürgens – Griechischer Wein - 12 Wochen (10. Februar – 4. Mai, insgesamt 13 Wochen) - Jürgen Marcus – Ein Lied zieht hinaus in die Welt - 1 Woche (5. Mai – 11. Mai, insgesamt 5 Wochen) - Udo Jürgens – Griechischer Wein - 1 Woche (12. Mai – 18. Mai, insgesamt 13 Wochen) - Jürgen Marcus – Ein Lied zieht hinaus in die Welt - 4 Wochen (19. Mai – 15. Juni, insgesamt 5 Wochen) - Howard Carpendale – Deine Spuren im Sand - 6 Wochen (16. Juni – 27. Juli, insgesamt 10 Wochen) - Heino – Die schwarze Barbara - 1 Woche (28. Juli – 3. August) - Howard Carpendale – Deine Spuren im Sand - 4 Wochen (4. August – 31. August, insgesamt 10 Wochen) - Nina & Mike – Paloma Blanca - 5 Wochen (1. September – 5. Oktober) - Michael Holm – Wart auf mich - 1 Woche (6. Oktober – 12. Oktober, insgesamt 4 Wochen) - Adam & Eve – Du gehst fort - 1 Woche (13. Oktober – 19. Oktober) - Mireille Mathieu – Der Zar und das Mädchen - 1 Woche (20. Oktober – 26. Oktober) - Michael Holm – Wart auf mich - 3 Wochen (27. Oktober – 16. November, insgesamt 4 Wochen) - Juliane Werding – Wenn du denkst, du denkst, dann denkst du nur, du denkst - 10 Wochen (17. November 1975 – 25. Januar 1976) |
| 1976 | 1977 |
| - Juliane Werding – Wenn du denkst, du denkst, dann denkst du nur, du denkst - 10 Wochen (17. November 1975 – 25. Januar 1976) - Peter Maffay – Josie - 3 Wochen (26. Januar – 15. Februar) - Gunter Gabriel – Komm unter meine Decke - 3 Wochen (16. Februar – 7. März) - Frank Farian – Rocky - 14 Wochen (8. März – 13. Juni) - Peter Alexander – Die kleine Kneipe - 4 Wochen (14. Juni – 11. Juli, insgesamt 7 Wochen) - Jürgen Drews – Ein Bett im Kornfeld - 2 Wochen (12. Juli – 25. Juli, insgesamt 13 Wochen) - Peter Alexander – Die kleine Kneipe - 1 Woche (26. Juli – 1. August, insgesamt 7 Wochen) - Jürgen Drews – Ein Bett im Kornfeld - 11 Wochen (2. August – 17. Oktober, insgesamt 13 Wochen) - Peter Alexander – Die kleine Kneipe - 2 Wochen (18. Oktober – 31. Oktober, insgesamt 7 Wochen) - Tina Rainford – Silver Bird - 3 Wochen (1. November – 21. November, insgesamt 4 Wochen) - Peter Maffay – Und es war Sommer - 5 Wochen (22. November – 26. Dezember) - Tina Rainford – Silver Bird - 1 Woche (27. Dezember 1976 – 2. Januar 1977, insgesamt 4 Wochen) | - Tina Rainford – Silver Bird - 1 Woche (27. Dezember 1976 – 2. Januar 1977, insgesamt 4 Wochen) - Costa Cordalis – Anita - 8 Wochen (3. Januar – 27. Februar) - Frank Zander – Oh, Susi (der zensierte Song) - 7 Wochen (28. Februar – 17. April, insgesamt 12 Wochen) - Willem – Tarzan ist wieder da - 1 Woche (18. April – 24. April, insgesamt 2 Wochen) - Frank Zander – Oh, Susi (der zensierte Song) - 4 Wochen (25. April – 22. Mai, insgesamt 12 Wochen) - Vicky Leandros – Auf dem Mond da blühen keine Rosen - 1 Woche (23. Mai – 29. Mai, insgesamt 4 Wochen) - Frank Zander – Oh, Susi (der zensierte Song) - 1 Woche (30. Mai – 5. Juni, insgesamt 12 Wochen) - Vicky Leandros – Auf dem Mond, da blühen keine Rosen - 2 Wochen (6. Juni – 19. Juni, insgesamt 4 Wochen) - Willem – Tarzan ist wieder da - 1 Woche (20. Juni – 26. Juni, insgesamt 2 Wochen) - Vicky Leandros – Auf dem Mond, da blühen keine Rosen - 1 Woche (27. Juni – 3. Juli, insgesamt 4 Wochen) - Gunter Gabriel – Papa trinkt Bier - 1 Woche (4. Juli – 10. Juli) - Daliah Lavi – Weißt du was du für mich bist? - 1 Woche (11. Juli – 17. Juli) - Jürgen Drews – Barfuß durch den Sommer - 7 Wochen (18. Juli – 4. September) - Michael Holm – Mußt du jetzt gerade gehen, Lucille - 10 Wochen (5. September – 13. November) - Tony Holiday – Tanze Samba mit mir - 2 Wochen (14. November – 27. November) - Howard Carpendale – Ti amo - 11 Wochen (28. November 1977 – 12. Februar 1978) |
| 1978 | 1979 |
| - Howard Carpendale – Ti amo - 11 Wochen (28. November 1977 – 12. Februar 1978) - Andrea Jürgens – … und dabei liebe ich euch beide - 1 Woche (13. Februar – 19. Februar) - Gitti und Erika – Heidi - 1 Woche (20. Februar – 26. Februar, insgesamt 2 Wochen) - Vader Abraham – Das Lied der Schlümpfe - 1 Woche (27. Februar – 5. März, insgesamt 25 Wochen) - Gitti und Erika – Heidi - 1 Woche (6. März – 12. Februar, insgesamt 2 Wochen) - Vader Abraham – Das Lied der Schlümpfe - 24 Wochen (13. März – 27. August, insgesamt 25 Wochen) - Andrea Jürgens – Ich zeige dir mein Paradies - 4 Wochen (28. August – 24. September) - Bruce Low – Die Legende von Babylon - 2 Wochen (25. September – 8. Oktober) - Bino – Mama Leone - 1 Woche (9. Oktober – 15. Oktober, insgesamt 4 Wochen) - Vader Abraham – Was wird sein, fragt der Schlumpf - 3 Wochen (16. Oktober – 5. November) - Bino – Mama Leone - 3 Wochen (6. November – 26. November, insgesamt 4 Wochen) - Gebrüder Blattschuß – Kreuzberger Nächte - 16 Wochen (27. November 1978 – 18. März 1979) | - Gebrüder Blattschuß – Kreuzberger Nächte - 16 Wochen (27. November 1978 – 18. März 1979) - Paola – Blue Bayou - 2 Wochen (19. März – 1. April) - Jonny Hill – Ruf Teddybär eins-vier - 1 Woche (2. April – 8. April) - Dschinghis Khan – Dschinghis Khan - 9 Wochen (9. April – 10. Juni) - Peter Maffay – So bist du - 19 Wochen (11. Juni – 21. Oktober, insgesamt 20 Wochen) - Manuel & Pony – Das Lied von Manuel - 1 Woche (22. Oktober – 28. Oktober, insgesamt 5 Wochen) - Peter Maffay – So bist du - 1 Woche (29. Oktober – 4. November, insgesamt 20 Wochen) - Manuel & Pony – Das Lied von Manuel - 2 Wochen (5. November – 18. November, insgesamt 5 Wochen) - Howard Carpendale – Nachts, wenn alles schläft - 1 Woche (19. November – 25. November, insgesamt 7 Wochen) - Manuel & Pony – Das Lied von Manuel - 2 Wochen (26. November – 9. Dezember, insgesamt 5 Wochen) - Howard Carpendale – Nachts, wenn alles schläft - 6 Wochen (10. Dezember 1979 – 20. Januar 1980, insgesamt 7 Wochen) |

| 1980 | 1981 |
| --- | --- |
| - Howard Carpendale – Nachts, wenn alles schläft - 6 Wochen (10. Dezember 1979 – 20. Januar 1980, insgesamt 7 Wochen) - Dschinghis Khan – Hadschi Halef Omar - 3 Wochen (21. Januar – 10. Februar) - Gottlieb Wendehals – Herbert - 7 Wochen (11. Februar – 30. März) - Howard Carpendale – Wie frei willst du sein? - 4 Wochen (31. März – 27. April) - Mike Krüger – Der Nippel - 17 Wochen (28. April – 24. August) - Gitte – Freu dich bloß nicht zu früh - 3 Wochen (25. August – 14. September) - Roland Kaiser – Santa Maria - 19 Wochen (15. September 1980 – 25. Januar 1981) | - Roland Kaiser – Santa Maria - 19 Wochen (15. September 1980 – 25. Januar 1981) - Peter Maffay – Über sieben Brücken mußt du gehn - 2 Wochen (26. Januar – 8. Februar) - Paola – Der Teufel und der junge Mann - 5 Wochen (9. Februar – 15. März, insgesamt 7 Wochen) - Dschinghis Khan – Pistolero - 1 Woche (16. März – 22. März) - Paola – Der Teufel und der junge Mann - 2 Wochen (23. März – 5. April, insgesamt 7 Wochen) - Hanne Haller – Samstag Abend - 2 Wochen (6. April – 19. April) - Lena Valaitis – Johnny Blue - 4 Wochen (20. April – 17. Mai) - Roland Kaiser – Lieb’ mich ein letztes Mal - 11 Wochen (18. Mai – 2. August) - Nicole – Flieg nicht so hoch, mein kleiner Freund - 8 Wochen (3. August – 27. September) - Fred Sonnenschein und seine Freunde – Ja, wenn wir alle Englein wären - 9 Wochen (28. September – 29. November) - Gottlieb Wendehals – Polonäse Blankenese - 10 Wochen (30. November – 7. Februar 1982, insgesamt 11 Wochen) |
| 1982 | 1983 |
| - Gottlieb Wendehals – Polonäse Blankenese - 10 Wochen (30. November – 7. Februar 1982, insgesamt 11 Wochen) - Spider Murphy Gang – Skandal im Sperrbezirk - 1 Woche (8. Februar – 14. Februar, insgesamt 8 Wochen) - Gottlieb Wendehals – Polonäse Blankenese - 1 Woche (15. Februar – 21. Februar, insgesamt 11 Wochen) - Spider Murphy Gang – Skandal im Sperrbezirk - 7 Wochen (22. Februar – 11. April, insgesamt 8 Wochen) - Falco – Der Kommissar - 1 Woche (12. April – 18. April, insgesamt 3 Wochen) - Nicole – Ein bißchen Frieden - 1 Woche (19. April – 25. April, insgesamt 5 Wochen) - Falco – Der Kommissar - 2 Wochen (26. April – 9. Mai, insgesamt 3 Wochen) - Nicole – Ein bißchen Frieden - 4 Wochen (10. Mai – 6. Juni, insgesamt 5 Wochen) - Trio – Da Da Da ich lieb dich nicht du liebst mich nicht aha aha aha - 5 Wochen (7. Juni – 11. Juli) - Frank Zander – Da da da, ich weiß Bescheid, du weißt Bescheid - 2 Wochen (12. Juli – 25. Juli) - Markus – Ich will Spaß - 4 Wochen (26. Juli – 22. August) - Andy Borg – Adios Amor - 7 Wochen (23. August – 10. Oktober) - Hubert KaH – Sternenhimmel - 1 Woche (11. Oktober – 17. Oktober) - Nena – Nur geträumt - 9 Wochen (18. Oktober – 19. Dezember) - Trio – Anna – Lassmichrein Lassmichraus - 3 Wochen (20. Dezember 1982 – 9. Januar 1983) | - Trio – Anna – Lassmichrein Lassmichraus - 3 Wochen (20. Dezember 1982 – 9. Januar 1983) - Spider Murphy Gang – Ich schau’ dich an - 1 Woche (10. Januar – 16. Januar) - Peter Schilling – Major Tom (völlig losgelöst) - 10 Wochen (17. Januar – 27. März) - Nena – 99 Luftballons - 2 Wochen (28. März – 10. April) - Geier Sturzflug – Bruttosozialprodukt - 10 Wochen (11. April – 19. Juni) - Nena – Leuchtturm - 1 Woche (20. Juni – 26. Juni) - Markus – Kleine Taschenlampe brenn’ - 1 Woche (27. Juni – 3. Juli) - Peter Schilling – Die Wüste lebt - 2 Wochen (4. Juli – 17. Juli) - The Shorts – Comment ça va - 1 Woche (18. Juli – 24. Juli) - Tauchen-Prokopetz (DÖF) – Codo - 11 Wochen (25. Juli – 9. Oktober) - Juliane Werding – Nacht voll Schatten - 2 Wochen (10. Oktober – 23. Oktober) - Trio – Herz ist Trumpf (Dann rufst du an …) - 6 Wochen (24. Oktober – 4. Dezember) - Nino de Angelo – Jenseits von Eden - 14 Wochen (5. Dezember 1983 – 11. März 1984) |
| 1984 | 1985 |
| - Nino de Angelo – Jenseits von Eden - 14 Wochen (5. Dezember 1983 – 11. März 1984) - Howard Carpendale – Hello Again - 6 Wochen (12. März – 22. April) - Roger Whittaker – Abschied ist ein scharfes Schwert - 8 Wochen (23. April – 17. Juni) - Herbert Grönemeyer – Männer - 4 Wochen (18. Juni – 15. Juli, insgesamt 7 Wochen) - Klaus Lage Band – 1000 und 1 Nacht (Zoom!) - 9 Wochen (16. Juli – 16. September) - Herbert Grönemeyer – Männer - 3 Wochen (17. September – 7. Oktober, insgesamt 7 Wochen) - Nena – Irgendwie, irgendwo, irgendwann - 13 Wochen (8. Oktober 1984 – 6. Januar 1985) | - Nena – Irgendwie, irgendwo, irgendwann - 13 Wochen (8. Oktober 1984 – 6. Januar 1985) - Purple Schulz und die Neue Heimat – Sehnsucht - 4 Wochen (7. Januar – 3. Februar, insgesamt 9 Wochen) - Band für Afrika – Nackt im Wind - 4 Wochen (4. Februar – 3. März) - Purple Schulz und die Neue Heimat – Sehnsucht - 5 Wochen (4. März – 7. April, insgesamt 9 Wochen) - Paso Doble – Computerliebe (Die Module spielen verrückt) - 5 Wochen (8. April – 12. Mai) - Heike Schäfer – Die Glocken von Rom - 1 Woche (13. Mai – 19. Mai) - Wind – Für alle - 3 Wochen (20. Mai – 9. Juni) - Nena – Feuer und Flamme - 1 Woche (10. Juni – 16. Juni) - Falco – Rock Me Amadeus - 14 Wochen (17. Juni – 22. September) - Bläck Fööss – Frankreich Frankreich - 1 Woche (23. September – 29. September) - Klaus und Klaus – An der Nordseeküste - 4 Wochen (30. September – 27. Oktober) - Falco – Vienna Calling - 6 Wochen (28. Oktober – 8. Dezember) - Klaus Lage Band – Faust auf Faust (Schimanski) - 4 Wochen (9. Dezember 1985 – 5. Januar 1986) |
| 1986 | 1987 |
| - Klaus Lage Band – Faust auf Faust (Schimanski) - 4 Wochen (9. Dezember 1985 – 5. Januar 1986) - Falco – Jeanny, Part 1 - 13 Wochen (6. Januar – 6. April) - Frank Zander – Jeannie (Die reine Wahrheit) - 2 Wochen (7. April – 20. April) - Münchener Freiheit – Tausendmal du - 9 Wochen (21. April – 22. Juni) - Hubert KaH – Limousine - 5 Wochen (23. Juni – 27. Juli) - Falco – The Sound of Music - 10 Wochen (28. Juli – 5. Oktober) - Wolf Maahn & Unterstützung – Tschernobyl (Das letzte Signal) - 1 Woche (6. Oktober – 12. Oktober) - Die Flippers – Die rote Sonne von Barbados - 1 Woche (13. Oktober – 19. Oktober) - Falco – Coming Home (Jeanny, Part 2, ein Jahr danach) - 8 Wochen (20. Oktober – 14. Dezember) - Stephan Remmler – Keine Sterne in Athen (3-4-5 x in 1 Monat) - 7 Wochen (15. Dezember 1986 – 1. Februar 1987) | - Stephan Remmler – Keine Sterne in Athen (3-4-5 x in 1 Monat) - 7 Wochen (15. Dezember 1986 – 1. Februar 1987) - Clowns & Helden – Ich liebe dich - 5 Wochen (2. Februar – 8. März, insgesamt 10 Wochen) - Stephan Remmler – Alles hat ein Ende nur die Wurst hat zwei (Krause & Ruth) - 2 Wochen (9. März – 22. März) - Clowns & Helden – Ich liebe dich - 5 Wochen (23. März – 26. April, insgesamt 10 Wochen) - Udo Lindenberg – Horizont - 1 Woche (27. April – 3. April) - Andreas Martin – Du bist alles (Maria, Maria) - 3 Wochen (4. Mai – 24. Mai) - Wind – Laß die Sonne in dein Herz - 2 Wochen (25. Mai – 7. Juni) - Jürgen von der Lippe – Guten Morgen, liebe Sorgen - 17 Wochen (8. Juni – 4. Oktober) - Jürgen von der Lippe – Dann ist der Wurm drin - 2 Wochen (5. Oktober – 18. Oktober, insgesamt 3 Wochen) - Howard Carpendale – Laura Jane - 1 Woche (19. Oktober – 25. Oktober, insgesamt 3 Wochen) - Jürgen von der Lippe – Dann ist der Wurm drin - 1 Woche (26. Oktober – 1. November, insgesamt 3 Wochen) - Howard Carpendale – Laura Jane - 2 Wochen (2. November – 15. November, insgesamt 3 Wochen) - Erste Allgemeine Verunsicherung – Küss’ die Hand, schöne Frau - 8 Wochen (16. November 1987 – 10. Januar 1988) |
| 1988 | 1989 |
| - Erste Allgemeine Verunsicherung – Küss’ die Hand, schöne Frau - 8 Wochen (16. November 1987 – 10. Januar 1988) - Münchener Freiheit & London Symphony Orchestra – So lang’ man Träume noch leben kann - 7 Wochen (11. Januar – 6. März) - Erste Allgemeine Verunsicherung – An der Copacabana - 4 Wochen (7. März – 3. April) - Münchener Freiheit – Bis wir uns Wiederseh’n - 2 Wochen (4. April – 17. April) - Herbert Grönemeyer – Was soll das - 13 Wochen (18. April – 17. Juli) - Herbert Grönemeyer – Vollmond - 3 Wochen (18. Juli – 7. August) - Rainhard Fendrich – Macho, Macho - 17 Wochen (8. August – 4. Dezember) - Stephan Remmler – Keine Angst hat der Papa mir gesagt (Keine Angst hat die Mama mir gesagt) - 3 Wochen (5. Dezember – 25. Dezember) - Klaus und Klaus – Der Eiermann - 9 Wochen (26. Dezember – 26. Februar) | - Klaus und Klaus – Der Eiermann - 9 Wochen (26. Dezember – 26. Februar) - Die Ärzte – Zu spät - 5 Wochen (27. Februar – 2. April) - Original Naabtal Duo – Patrona Bavariae - 2 Wochen (3. April – 16. April) - Nino de Angelo – Flieger - 7 Wochen (17. April – 4. Juni) - Die Ärzte – Bitte bitte - 5 Wochen (5. Juni – 9. Juli) - Hanne Haller – Mein lieber Mann - 5 Wochen (10. Juli – 13. August) - Heino – Enzian - 4 Wochen (14. August – 10. September) - Westernhagen – Sexy - 3 Wochen (11. September – 1. Oktober) - Bläck Fööss & Fründe – Männer - 5 Wochen (2. Oktober – 5. November) - Die Flippers – Lotosblume - 3 Wochen (6. November – 26. November) - Nena – Wunder gescheh’n - 1 Woche (27. November – 3. Dezember) - Culture Beat feat. Jo van Nelsen – Der Erdbeermund - 10 Wochen (4. Dezember 1989 – 11. Februar 1990) |

| 1990 | 1991 |
| --- | --- |
| - Culture Beat feat. Jo van Nelsen – Der Erdbeermund - 10 Wochen (4. Dezember 1989 – 11. Februar 1990) - Werner – Pump ab das Bier - 7 Wochen (12. Februar – 1. April) - Frank Zander – Hier kommt Kurt - 2 Wochen (2. April – 15. April) - Stefan Waggershausen & Viktor Lazlo – Das erste Mal tat’s noch weh - 3 Wochen (16. April – 6. Mai) - Matthias Reim – Verdammt, ich lieb’ Dich - 19 Wochen (7. Mai – 16. September) - Matthias Reim – Ich hab’ geträumt von dir - 12 Wochen (17. September – 9. Dezember) - Torfrock – Beinhart - 18 Wochen (10. Dezember 1990 – 14. April 1991) | - Torfrock – Beinhart - 18 Wochen (10. Dezember 1990 – 14. April 1991) - Time to Time – Zehn kleine Negerlein - 10 Wochen (15. April – 23. Juni) - Udo Lindenberg – Ein Herz kann man nicht reparieren - 1 Woche (24. Juni – 30. Juni) - Kraftwerk – Die Roboter ’91 - 3 Wochen (1. Juni – 21. Juli) - Time to Time – Tanzpirator - 2 Wochen (22. Juli – 4. August) - Diether Krebs & Gundula – Ich bin der Martin, ne - 19 Wochen (5. August – 15. Dezember, insgesamt 21 Wochen) - Hape Kerkeling – Das ganze Leben ist ein Quiz - 1 Woche (16. Dezember – 22. Dezember, insgesamt 2 Wochen) - Diether Krebs & Gundula – Ich bin der Martin, ne - 2 Wochen (23. Dezember 1991 – 5. Januar 1992, insgesamt 21 Wochen) |
| 1992 | 1993 |
| - Diether Krebs & Gundula – Ich bin der Martin, ne - 2 Wochen (23. Dezember 1991 – 5. Januar 1992, insgesamt 21 Wochen) - Diether Krebs & Gundula – Santamarghuaritanobiledimontepulciano – Du Kleines Fischerdorf - 1 Woche (6. Januar – 12. Januar) - Hape Kerkeling – Das ganze Leben ist ein Quiz - 1 Woche (13. Januar – 19. Januar, insgesamt 2 Wochen) - Münchener Freiheit – Liebe auf den ersten Blick - 5 Wochen (20. Januar – 23. Februar) - Hape Kerkeling – Hurz!!! - 7 Wochen (24. Februar – 12. April) - Connie Francis – Jive Connie - 25 Wochen (13. April – 4. Oktober) - Die Fantastischen Vier – Die da!?! - 17 Wochen (5. Oktober 1992 – 31. Januar 1993)                                                                       | - Die Fantastischen Vier – Die da!?! - 17 Wochen (5. Oktober 1992 – 31. Januar 1993) - Die Toten Hosen – Sascha … ein aufrechter Deutscher - 13 Wochen (1. Februar – 2. Mai) - Extrabreit & Hildegard Knef – Für mich soll’s rote Rosen regnen - 2 Wochen (3. Mai – 16. Mai) - Matthias Reim – Küssen oder so - 3 Wochen (17. Mai – 6. Juni) - FC Bayern München & Andrew White – Forever Number One - 5 Wochen (7. Juni – 11. Juli) - Die Toten Hosen – Wünsch Dir Was - 3 Wochen (12. Juli – 1. August) - Andreas Elsholz – Immer noch verrückt nach dir - 3 Wochen (2. August – 22. August) - Pur – Hör gut zu - 2 Wochen (23. August – 5. September, insgesamt 4 Wochen) - Headbanger / Teschnozabel – Was is’n Teschno? - 1 Woche (6. September – 12. September) - Pur – Hör gut zu - 2 Wochen (13. September – 26. September, insgesamt 4 Wochen) - Die Ärzte – Schrei nach Liebe - 4 Wochen (27. September – 24. Oktober, insgesamt 5 Wochen) - Die Prinzen – Alles nur geklaut - 14 Wochen (25. Oktober 1993 – 30. Januar 1994) |
| 1994 | 1995 |
| - Die Prinzen – Alles nur geklaut - 14 Wochen (25. Oktober 1993 – 30. Januar 1994) - Cinematic feat. Heinz Rühmann & Oliver Grimm – Unser Lied (La le lu) - 3 Wochen (31. Januar – 20. Februar) - Helge Schneider & Hardcore – Katzeklo - 7 Wochen (21. Februar – 10. April) - Lucilectric – Mädchen - 15 Wochen (11. April – 24. Juli) - Stefan Raab & die Bekloppten – Böörti Böörti Vogts - 6 Wochen (25. Juli – 4. September) - Mo-Do – Eins, zwei, Polizei - 9 Wochen (5. September – 6. November) - K2 – Der Berg ruft - 8 Wochen (7. November 1994 – 1. Januar 1995) | - K2 – Der Berg ruft - 8 Wochen (7. November 1994 – 1. Januar 1995) - Claudia Jung & Richard Clayderman – Je t’aime mon amour (wie viele Stunden hat die Nacht) - 1 Woche (2. Januar – 8. Januar) - XXL feat. Peter "Cool Man" Steiner – It’s Cool Man - 10 Wochen (9. Januar – 19. März) - Das Modul – Computerliebe - 8 Wochen (20. März – 14. Mai) - Mark ’Oh – Droste, hörst du mich? - 5 Wochen (15. Mai – 18. Juni) - Die Doofen – Mief! (Nimm mich jetzt, auch wenn ich stinke!) - 5 Wochen (19. Juni – 23. Juli) - Das Modul – Kleine Maus - 8 Wochen (24. Juli – 17. September) - Die Ärzte – Ein Song namens Schunder - 1 Woche (18. September – 24. September) - Die Fantastischen Vier – Sie ist weg - 7 Wochen (25. September – 12. November) - Dolls United – Eine Insel mit zwei Bergen - 11 Wochen (13. November 1995 – 28. Januar 1996) |
| 1996 | 1997 |
| - Dolls United – Eine Insel mit zwei Bergen - 11 Wochen (13. November 1995 – 28. Januar 1996) - Tic Tac Toe – Ich find’ dich scheiße - 9 Wochen (29. Januar – 31. März) - Stefan Raab – Hier kommt die Maus - 6 Wochen (1. April – 12. Mai) - Blümchen – Kleiner Satellit - 2 Wochen (13. Mai – 26. Mai) - Fettes Brot – Jein - 8 Wochen (27. Mai – 21. Juli) - Blümchen – Boomerang - 3 Wochen (22. Juli – 11. August) - Bürger Lars Dietrich – Sexy Eis - 5 Wochen (12. August – 15. September) - Tic Tac Toe – Leck mich am A, B, Zeh - 1 Woche (16. September – 22. September) - Die Toten Hosen – Zehn kleine Jägermeister - 9 Wochen (23. September – 24. November) - Tic Tac Toe – Verpiß dich - 14 Wochen (25. November 1996 – 2. März 1997) | - Tic Tac Toe – Verpiß dich - 14 Wochen (25. November 1996 – 2. März 1997) - Wolfgang Petry – Die längste Single der Welt - 1 Woche (3. März – 9. März, insgesamt 6 Wochen) - Tic Tac Toe – Warum? - 8 Wochen (10. März – 4. Mai) - Sabrina Setlur – Du liebst mich nicht - 4 Wochen (5. Mai – 1. Juni) - Rammstein – Engel - 7 Wochen (2. Juni – 20. Juli) - Tic Tac Toe – Mr. Wichtig - 2 Wochen (21. Juli – 3. August, insgesamt 3 Wochen) - Rammstein – Du hast - 1 Woche (4. August – 10. August, insgesamt 2 Wochen) - Tic Tac Toe – Mr. Wichtig - 1 Woche (11. August – 17. August, insgesamt 3 Wochen) - Rammstein – Du hast - 1 Woche (18. August – 24. August, insgesamt 2 Wochen) - Freundeskreis – Anna - 5 Wochen (25. August – 28. September) - Blümchen – Gib mir noch Zeit - 3 Wochen (29. September – 19. Oktober) - Cappuccino – Du fehlst mir - 6 Wochen (20. Oktober – 30. November) - Pur – Wenn du da bist - 1 Woche (1. Dezember – 7. Dezember, insgesamt 2 Wochen) - Rammstein – Das Modell - 1 Woche (8. Dezember – 14. Dezember, insgesamt 6 Wochen) - Pur – Wenn du da bist - 1 Woche (15. Dezember – 21. Dezember, insgesamt 2 Wochen) - Rammstein – Das Modell - 5 Wochen (22. Dezember 1997 – 25. Januar 1998, insgesamt 6 Wochen) |
| 1998 | 1999 |
| - Rammstein – Das Modell - 5 Wochen (22. Dezember 1997 – 25. Januar 1998, insgesamt 6 Wochen) - Wolfgang Petry – Die längste Single der Welt - 5 Wochen (26. Januar – 1. März, insgesamt 6 Wochen) - Die Höhner – Die Karawane zieht weiter…dä Sultan hät Doosch! - 2 Wochen (2. März – 15. März) - Guildo Horn und die Orthopädischen Strümpfe – Guildo hat euch lieb! - 3 Wochen (16. März – 5. April) - Falco – Out of the Dark - 2 Wochen (6. April – 19. April) - Die Ärzte – Ein Schwein namens Männer - 12 Wochen (20. April – 12. Juli) - Witt / Heppner – Die Flut - 12 Wochen (13. Juli – 4. Oktober) - Oli. P feat. Tina Frank – Flugzeuge im Bauch - 16 Wochen (5. Oktober 1998 – 24. Januar 1999)                                       | - Oli. P feat. Tina Frank – Flugzeuge im Bauch - 16 Wochen (5. Oktober 1998 – 24. Januar 1999) - Oli. P feat. Tina Frank – I Wish - 4 Wochen (25. Januar – 21. Februar) - Wolfgang Petry – Die längste Single der Welt – Teil 2 - 4 Wochen (22. Februar – 21. März) - Sara @ Tic Tac Two – Nie wieder - 2 Wochen (22. März – 4. April) - Die Fantastischen Vier – MfG – Mit freundlichen Grüßen - 5 Wochen (5. April – 9. Mai) - Xavier Naidoo – Sie sieht mich nicht - 6 Wochen (10. Mai – 20. Juni) - Ö La Palöma Boys – Ö La Palöma Blanca - 7 Wochen (21. Juni – 8. August) - Freundeskreis mit Joy Denalane – Mit dir - 7 Wochen (9. August – 26. September) - Echt – Du trägst keine Liebe in dir - 3 Wochen (27. September – 17. Oktober) - Aquagen – Ihr seid so leise! - 1 Woche (18. Oktober – 24. Oktober) - Oli. P feat. Naima – So bist Du (und wenn du gehst …) - 7 Wochen (25. Oktober – 12. Dezember) - Jan Delay a. k. a. Eissfeldt feat. Dennis Dubplate – Irgendwie, irgendwo, irgendwann - 8 Wochen (13. Dezember 1999 – 6. Februar 2000) |

| 2000 | 2001 |
| --- | --- |
| - Jan Delay a. k. a. Eissfeldt feat. Dennis Dubplate – Irgendwie, irgendwo, irgendwann - 8 Wochen (13. Dezember 1999 – 6. Februar 2000) - Echt – Weinst du - 1 Woche (7. Februar – 13. Februar) - Böhse Onkelz – Dunkler Ort - 3 Wochen (14. Februar – 5. März) - Stefan Raab – Wadde hadde dudde da? - 2 Wochen (6. März – 19. März) - Anton feat. DJ Ötzi – Anton aus Tirol - 5 Wochen (20. März – 23. April) - Die 3. Generation – Leb! - 2 Wochen (24. April – 7. Mai) - Zlatko – Ich vermiss Dich (wie die Hölle) - 6 Wochen (8. Mai – 18. Juni) - Alex – Ich will nur dich - 1 Woche (19. Juni – 25. Juni) - Zlatko & Jürgen – Großer Bruder - 8 Wochen (26. Juni – 20. August) - Pur – Herzbeben - 1 Woche (21. August – 27. August) - Das Bo – Türlich, türlich (sicher, Dicker) - 1 Woche (28. August – 3. September) - Die Ärzte – Wie es geht - 5 Wochen (4. September – 8. Oktober) - Stefan Raab & DJ Bundeskanzler – Ho mir ma ne Flasche Bier - 2 Wochen (9. Oktober – 22. Oktober) - Söhne Mannheims – Geh’ davon aus - 1 Woche (23. Oktober – 29. Oktober, insgesamt 4 Wochen) - Berger – Zeig mir dein Gesicht - 1 Woche (30. Oktober – 5. November) - Söhne Mannheims – Geh’ davon aus - 3 Wochen (6. November – 26. November, insgesamt 4 Wochen) - Christian – Es ist geil ein Arschloch zu sein - 11 Wochen (27. November 2000 – 11. Februar 2001) | - Christian – Es ist geil ein Arschloch zu sein - 11 Wochen (27. November 2000 – 11. Februar 2001) - Walter – Ich geh’ nicht ohne dich - 2 Wochen (12. Februar – 25. Februar) - Rammstein – Sonne - 5 Wochen (26. Februar – 1. April) - Glashaus – Wenn das Liebe ist - 2 Wochen (2. April – 29. April) - Sofaplanet – Liebficken - 6 Wochen (30. April – 10. Juni) - Seeed feat. Black Kappa – Dickes B - 4 Wochen (11. Juni – 8. Juli) - Reamonn feat. Xavier Naidoo – Jeanny - 1 Woche (9. Juli – 15. Juli) - Brothers Keepers – Adriano (Letzte Warnung) - 8 Wochen (16. Juli – 9. September) - Fettes Brot – Schwule Mädchen - 2 Wochen (10. September – 23. September) - Samy Deluxe – Weck mich auf - 7 Wochen (24. September – 11. November) - Rosenstolz – Es könnt’ ein Anfang sein - 1 Woche (12. November – 18. November) - Die Prinzen – Deutschland - 1 Woche (19. November – 25. November, insgesamt 2 Wochen) - E Nomine – Mitternacht - 1 Woche (26. November – 2. Dezember) - Die Prinzen – Deutschland - 1 Woche (3. Dezember – 9. Dezember, insgesamt 2 Wochen) - Stefan Raab – Wir kiffen! - 9 Wochen (10. Dezember 2001 – 10. Februar 2002) |
| 2002 | 2003 |
| - Stefan Raab – Wir kiffen! - 9 Wochen (10. Dezember 2001 – 10. Februar 2002) - Ben & Gim – Engel - 3 Wochen (11. Februar – 3. Februar, insgesamt 17 Wochen) - Böhse Onkelz – Keine Amnestie für MTV - 1 Woche (4. März – 10. März) - Ben & Gim – Engel - 14 Wochen (11. März – 16. Juni, insgesamt 17 Wochen) - Xavier Naidoo – Bevor du gehst - 7 Wochen (17. Juni – 4. August) - Ben – Herz aus Glas - 1 Woche (5. August – 11. August) - Massive Töne – Cruisen - 1 Woche (12. August – 18. August) - Herbert Grönemeyer – Mensch - 10 Wochen (19. August – 27. Oktober) - Marlon Knauer & Freunde – Lieber Gott - 3 Wochen (28. Oktober – 17. November) - Oli. P feat. Tina Frank – Das erste Mal tat’s noch weh - 1 Woche (18. November – 23. November) - Die Gerd Show – Der Steuersong (Las Kanzlern) - 12 Wochen (25. November 2002 – 16. Februar 2003) | - Die Gerd Show – Der Steuersong (Las Kanzlern) - 12 Wochen (25. November 2002 – 16. Februar 2003) - Nena – Leuchtturm (2002) - 2 Wochen (17. Februar – 2. März) - Wolfsheim – Kein zurück - 11 Wochen (3. März – 18. Mai) - Yvonne Catterfeld – Für dich - 6 Wochen (19. Mai – 29. Juni) - RZA feat. Xavier Naidoo – Ich kenne nichts (das so schön ist wie du) - 7 Wochen (30. Juni – 17. August) - Pur – Ich denk an dich - 1 Woche (18. August – 24. August) - Buddy vs. DJ The Wave – Ab in den Süden - 5 Wochen (25. August – 28. September, insgesamt 7 Wochen) - Die Ärzte – Unrockbar - 1 Woche (29. September – 5. Oktober) - Buddy vs. DJ The Wave – Ab in den Süden - 2 Wochen (6. Oktober – 19. Oktober, insgesamt 7 Wochen) - Eko Fresh feat. G-Style – Ich bin jung und brauche das Geld - 5 Wochen (20. Oktober – 23. November) - Overground – Schick mir ’nen Engel - 8 Wochen (24. November 2003 – 18. Januar 2004) |
| 2004 | 2005 |
| - Overground – Schick mir ’nen Engel - 8 Wochen (24. November 2003 – 18. Januar 2004) - Zeichen der Zeit – Du bist nicht allein - 1 Woche (19. Januar – 25. Januar) - Yvonne Catterfeld – Du hast mein Herz gebrochen - 2 Wochen (26. Januar – 8. Februar) - Oomph! – Augen auf! - 11 Wochen (9. Februar – 25. April) - De Randfichten – Lebt denn dr alte Holzmichl noch? - 1 Woche (26. April – 2. Mai, insgesamt 9 Wochen) - Rosenstolz – Liebe ist alles - 1 Woche (3. Mai – 9. Mai) - Sido – Mein Block - 2 Wochen (10. Mai – 23. Mai) - Oomph! feat. L’Âme Immortelle – Brennende Liebe - 1 Woche (24. Mai – 30. Mai, insgesamt 2 Wochen) - Big Brother Allstars (fünfte Staffel) – Unser Haus - 1 Woche (31. Mai – 6. Juni, insgesamt 2 Wochen) - Oomph! feat. L’Âme Immortelle – Brennende Liebe - 1 Woche (7. Juni – 13. Juni, insgesamt 2 Wochen) - Big Brother Allstars (fünfte Staffel) – Unser Haus - 1 Woche (14. Juni – 20. Juni, insgesamt 2 Wochen) - De Randfichten – Lebt denn dr alte Holzmichl noch? - 1 Woche (21. Juni – 27. Juni, insgesamt 9 Wochen) - Rosenstolz – Ich will mich verlieben - 1 Woche (28. Juni – 4. Juli) - Böhse Onkelz – Onkelz vs. Jesus - 3 Wochen (5. Juli – 25. Juli) - De Randfichten – Lebt denn dr alte Holzmichl noch? - 2 Wochen (26. Juli – 8. August, insgesamt 9 Wochen) - Rammstein – Mein Teil - 1 Woche (9. August – 15. August) - De Randfichten – Lebt denn dr alte Holzmichl noch? - 5 Wochen (16. August – 19. September, insgesamt 9 Wochen) - Die Toten Hosen – Ich bin die Sehnsucht in dir - 1 Woche (20. September – 26. September) - Rammstein – Amerika - 3 Wochen (27. September – 17. Oktober) - Juli – Perfekte Welle - 9 Wochen (18. Oktober – 19. Dezember) - Lukas Hilbert – Was ich an dir mag - 1 Woche (20. Dezember – 26. Dezember) - Nu Pagadi – Sweetest Poison - 1 Woche (27. Dezember 2004 – 2. Januar 2005) | - Nu Pagadi – Sweetest Poison - 1 Woche (27. Dezember 2004 – 2. Januar 2005) - Schnappi – Schnappi, das kleine Krokodil - 10 Wochen (3. Januar – 13. März) - Nena – Liebe ist - 4 Wochen (14. März – 10. April, insgesamt 5 Wochen) - Fettes Brot – Emanuela - 1 Woche (11. April – 17. April, insgesamt 2 Wochen) - Nena – Liebe ist - 2 Wochen (18. April – 1. Mai, insgesamt 6 Wochen) - Fettes Brot – Emanuela - 1 Woche (2. Mai – 8. Mai, insgesamt 2 Wochen) - Ich + Ich – Du erinnerst mich an Liebe - 2 Wochen (9. Mai – 22. Mai, insgesamt 7 Wochen) - Christina Stürmer – Ich lebe (2005) - 1 Woche (23. Mai – 29. Mai) - Ich + Ich – Du erinnerst mich an Liebe - 4 Wochen (30. Mai – 26. Juni, insgesamt 7 Wochen) - Nena – Willst du mit mir gehn - 1 Woche (27. Juni – 3. Juli, insgesamt 2 Wochen) - Ich + Ich – Du erinnerst mich an Liebe - 1 Woche (4. Juli – 10. Juli, insgesamt 7 Wochen) - Nena – Willst du mit mir gehn - 1 Woche (11. Juli – 17. Juli, insgesamt 2 Wochen) - DJ Tomekk feat. Fler intr. G-Hot – Jump, Jump (DJ Tomekk kommt) - 5 Wochen (18. Juli – 21. August) - Die Firma – Die Eine 2005 - 1 Woche (22. August – 28. August) - Tokio Hotel – Durch den Monsun - 12 Wochen (29. August – 17. November) - Xavier Naidoo – Dieser Weg - 11 Wochen (18. November 2005 – 2. Februar 2006) |
| 2006 | 2007 |
| - Xavier Naidoo – Dieser Weg - 11 Wochen (18. November 2005 – 2. Februar 2006) - Pinocchio – Klick klack - 3 Wochen (3. Februar – 23. Februar) - Rosenstolz – Ich bin ich (wir sind wir) - 4 Wochen (24. Februar – 23. März, insgesamt 8 Wochen) - Tokio Hotel – Rette mich - 2 Wochen (24. März – 6. April) - Rosenstolz – Ich bin ich (wir sind wir) - 3 Wochen (7. April – 27. April, insgesamt 8 Wochen) - Seeed – Ding - 1 Woche (28. April – 4. Mai) - Rosenstolz – Ich bin ich (wir sind wir) - 1 Woche (5. Mai – 11. Mai, insgesamt 8 Wochen) - Oliver Pocher – Schwarz und weiß - 3 Wochen (12. Mai – 1. Juni, insgesamt 5 Wochen) - Herbert Grönemeyer feat. Amadou & Mariam – Zeit, dass sich was dreht - 1 Woche (2. Juni – 8. Juni, insgesamt 4 Wochen) - Oliver Pocher – Schwarz und weiss - 2 Wochen (9. Juni – 22. Juni, insgesamt 5 Wochen) - Herbert Grönemeyer feat. Amadou & Mariam – Zeit, dass sich was dreht - 2 Wochen (23. Juni – 6. Juli, insgesamt 4 Wochen) - Sportfreunde Stiller – ’54, ’74, ’90, 2006 - 2 Wochen (7. Juli – 20. Juli, insgesamt 3 Wochen) - Herbert Grönemeyer feat. Amadou & Mariam – Zeit, dass sich was dreht - 1 Woche (21. Juli – 27. Juli, insgesamt 4 Wochen) - Sportfreunde Stiller – ’54, ’74, ’90, 2006 - 1 Woche (28. Juli – 3. August, insgesamt 3 Wochen) - Xavier Naidoo – Danke - 5 Wochen (4. August – 7. September, insgesamt 6 Wochen) - Tokio Hotel – Der letzte Tag - 3 Wochen (8. September – 28. September) - Xavier Naidoo – Danke - 1 Woche (29. September – 5. Oktober, insgesamt 6 Wochen) - Juli – Dieses Leben - 2 Wochen (6. Oktober – 19. Oktober) - Silbermond – Das Beste - 12 Wochen (20. Oktober 2006 – 11. Januar 2007, insgesamt 14 Wochen) | - Silbermond – Das Beste - 12 Wochen (20. Oktober 2006 – 11. Januar 2007, insgesamt 14 Wochen) - Xavier Naidoo – Was wir alleine nicht schaffen - 1 Woche (12. Januar – 18. Januar, insgesamt 2 Wochen) - Silbermond – Das Beste - 1 Woche (19. Januar – 25. Januar, insgesamt 14 Wochen) - Xavier Naidoo – Was wir alleine nicht schaffen - 1 Woche (26. Januar – 1. Februar, insgesamt 2 Wochen) - Silbermond – Das Beste - 1 Woche (2. Februar – 8. Februar, insgesamt 14 Wochen) - Tokio Hotel – Übers Ende der Welt - 1 Woche (9. Februar – 15. Februar) - Herbert Grönemeyer – Lied 1 – Stück vom Himmel - 1 Woche (16. Februar – 22. Februar) - Höhner – Wenn nicht jetzt, wann dann - 1 Woche (23. Februar – 1. März) - DJ Ötzi & Nik P. – Ein Stern (...der deinen Namen trägt) - 20 Wochen (2. März – 19. Juli) - Ich + Ich – Vom selben Stern - 1 Woche (20. Juli – 26. Juli, insgesamt 2 Wochen) - Azad feat. Adel Tawil – Prison Break Anthem (Ich glaub’ an dich) - 1 Woche (27. Juli – 2. August, insgesamt 3 Wochen) - Ich + Ich – Vom selben Stern - 1 Woche (3. August – 9. August, insgesamt 2 Wochen) - Azad feat. Adel Tawil – Prison Break Anthem (Ich glaub an dich) - 2 Wochen (10. August – 23. August, insgesamt 3 Wochen) - Culcha Candela – Hamma - 8 Wochen (24. August – 18. Oktober) - Die Ärzte – Junge - 2 Wochen (19. Oktober – 1. November) - Alex C. feat. Y-ass – Du hast den schönsten Arsch der Welt - 4 Wochen (2. November – 29. November) - Tokio Hotel – An deiner Seite (ich bin da) - 1 Woche (30. November – 6. Dezember) - Ich + Ich – Stark - 9 Wochen (7. Dezember 2007 – 7. Februar 2008) |
| 2008 | 2009 |
| - Ich + Ich – Stark - 9 Wochen (7. Dezember 2007 – 7. Februar 2008) - Alex C. feat. Y-ass – Doktorspiele - 1 Woche (8. Februar – 14. Februar) - Markus Becker feat. Mallorca Cowboys – Das rote Pferd - 1 Woche (15. Februar – 21. Februar) - Schnuffel – Kuschel Song - 9 Wochen (22. Februar – 24. April) - Ich + Ich – So soll es bleiben - 8 Wochen (25. April – 19. Juni, insgesamt 13 Wochen) - Revolverheld – Helden 2008 - 4 Wochen (20. Juni – 17. Juli) - Ich + Ich – So soll es bleiben - 5 Wochen (18. Juli – 21. August, insgesamt 13 Wochen) - Söhne Mannheims – Das hat die Welt noch nicht gesehen - 3 Wochen (22. August – 11. September) - Rosenstolz – Gib mir Sonne - 7 Wochen (12. September – 30. Oktober) - Giovanni Zarrella – Wundervoll - Sei bellissima - 1 Woche (31. Oktober – 6. November, insgesamt 2 Wochen) - Die Toten Hosen – Strom - 1 Woche (7. November – 13. November) - Giovanni Zarrella – Wundervoll - Sei bellissima - 1 Woche (14. November – 20. November, insgesamt 2 Wochen) - Herbert Grönemeyer – Glück - 1 Woche (21. November – 27. November, insgesamt 3 Wochen) - Curse mit Silbermond – Bis zum Schluss - 1 Woche (28. November – 4. Dezember, insgesamt 3 Wochen) - Herbert Grönemeyer – Glück - 1 Woche (5. Dezember – 11. Dezember, insgesamt 3 Wochen) - Bushido & Karel Gott – Für immer jung - 1 Woche (12. Dezember – 18. Dezember, insgesamt 3 Wochen) - Schäfer Heinrich – Das Schäferlied - 1 Woche (19. Dezember – 25. Dezember) - Herbert Grönemeyer – Glück - 1 Woche (26. Dezember 2008 – 1. Januar 2009, insgesamt 3 Wochen) | - Herbert Grönemeyer – Glück - 1 Woche (26. Dezember 2008 – 1. Januar 2009, insgesamt 3 Wochen) - Bushido & Karel Gott – Für immer jung - 2 Wochen (2. Januar – 15. Januar, insgesamt 3 Wochen) - Curse mit Silbermond – Bis zum Schluss - 2 Wochen (16. Januar – 29. Januar, insgesamt 3 Wochen) - Eisblume – Eisblumen - 1 Woche (30. Januar – 5. Februar, insgesamt 3 Wochen) - Die Zipfelbuben & Dschungel-Allstars 2009 – Hier im Dschungel - 1 Woche (6. Februar – 12. Februar) - Eisblume – Eisblumen - 2 Wochen (13. Februar – 26. Februar, insgesamt 3 Wochen) - Peter Fox – Schwarz zu blau - 1 Woche (27. Februar – 5. März) - Silbermond – Irgendwas bleibt - 13 Wochen (6. März – 4. Juni) - Sportfreunde Stiller – Ein Kompliment - 1 Woche (5. Juni – 11. Juni) - Cassandra Steen feat. Adel Tawil – Stadt - 16 Wochen (12. Juni – 1. Oktober) - Rammstein – Pussy - 4 Wochen (2. Oktober – 29. Oktober) - Sido – Hey du! - 1 Woche (30. Oktober – 5. November) - Xavier Naidoo & Janet Grogan – Alles kann besser werden - 1 Woche (6. November – 12. November) - Ich + Ich – Pflaster - 8 Wochen (13. November 2009 – 7. Januar 2010) |

| 2010 | 2011 |
| --- | --- |
| - Ich + Ich – Pflaster - 8 Wochen (13. November 2009 – 7. Januar 2010) - Culcha Candela – Monsta - 2 Wochen (8. Januar – 21. Januar) - Die Atzen (Frauenarzt & Manny Marc) – Disco Pogo - 3 Wochen (22. Januar – 11. Februar, insgesamt 5 Wochen) - Unheilig – Geboren um zu leben - 2 Wochen (12. Februar – 25. Februar, insgesamt 20 Wochen) - Die Atzen (Frauenarzt & Manny Marc) – Disco Pogo - 2 Wochen (26. Februar – 11. März, insgesamt 5 Wochen) - Unheilig – Geboren um zu leben - 11 Wochen (12. März – 27. Mai, insgesamt 20 Wochen) - Sido feat. Adel Tawil – Der Himmel soll warten - 2 Wochen (28. Mai – 10. Juni) - Unheilig – Geboren um zu leben - 2 Wochen (11. Juni – 24. Juni, insgesamt 20 Wochen) - Bushido feat. Kay One – Fackeln im Wind - 1 Woche (25. Juni – 1. Juli) - Uwu Lena – Schland o Schland - 3 Wochen (2. Juli – 22. Juli) - Unheilig – Geboren um zu leben - 5 Wochen (23. Juli – 26. August, insgesamt 20 Wochen) - Ich + Ich – Universum - 2 Wochen (27. August – 9. September) - Laserkraft 3D – Nein, Mann! - 6 Wochen (10. September – 21. Oktober, insgesamt 7 Wochen) - Culcha Candela – Move it - 4 Wochen (22. Oktober – 18. November) - Laserkraft 3D – Nein, Mann! - 1 Woche (19. November – 25. November, insgesamt 7 Wochen) - Unheilig – Winter - 9 Wochen (26. November 2010 – 27. Januar 2011) | - Unheilig – Winter - 9 Wochen (26. November 2010 – 27. Januar 2011) - Revolverheld feat. Marta Jandová – Halt dich an mir fest - 3 Wochen (28. Januar – 17. Februar, insgesamt 4 Wochen) - Herbert Grönemeyer – Schiffsverkehr - 1 Woche (18. Februar – 24. Februar) - Revolverheld feat. Marta Jandová – Halt dich an mir fest - 1 Woche (25. Februar – 3. März, insgesamt 4 Wochen) - Culcha Candela – Berlin City Girl - 3 Wochen (4. März – 24. März) - Die Atzen (Frauenarzt & Manny Marc) mit Nena – Strobo Pop - 7 Wochen (25. März – 12. Mai) - Jupiter Jones – Still - 2 Wochen (13. Mai – 26. Mai, insgesamt 6 Wochen) - Krypteria & Der BVB-Jahrhundertchor – Die BVB-Hymne 2011 - 1 Woche (27. Mai – 2. Juni) - Jupiter Jones – Still - 4 Wochen (3. Juni – 30. Juni, insgesamt 6 Wochen) - Tim Bendzko – Nur noch kurz die Welt retten - 12 Wochen (1. Juli – 22. September, insgesamt 14 Wochen) - Rosenstolz – Wir sind am Leben - 1 Woche (23. September – 29. September, insgesamt 2 Wochen) - Tim Bendzko – Nur noch kurz die Welt retten - 1 Woche (30. September – 6. Oktober, insgesamt 14 Wochen) - Rosenstolz – Wir sind am Leben - 1 Woche (7. Oktober – 13. Oktober, insgesamt 2 Wochen) - Tim Bendzko – Wenn Worte meine Sprache wären - 1 Woche (14. Oktober – 20. Oktober) - Tim Bendzko – Nur noch kurz die Welt retten - 1 Woche (21. Oktober – 27. Oktober, insgesamt 14 Wochen) - Glasperlenspiel – Echt - 3 Wochen (28. Oktober – 17. November) - Udo Lindenberg feat. Clueso – Cello - 1 Woche (18. November – 24. November, insgesamt 8 Wochen) - Rammstein – Mein Land - 1 Woche (25. November – 1. Dezember) - Udo Lindenberg feat. Clueso – Cello - 7 Wochen (2. Dezember 2011 – 19. Januar 2012, insgesamt 8 Wochen) |
| 2012 | 2013 |
| - Udo Lindenberg feat. Clueso – Cello - 7 Wochen (2. Dezember 2011 – 19. Januar 2012, insgesamt 8 Wochen) - Philipp Poisel – Eiserner Steg - 1 Woche (20. Januar – 26. Januar) - Culcha Candela – Wildes Ding - 3 Wochen (27. Januar – 16. Februar) - Silbermond – Himmel auf - 3 Wochen (17. Februar – 8. März) - Unheilig – So wie du warst - 1 Woche (9. März – 15. März) - Die Ärzte – ZeiDverschwÄndung - 1 Woche (16. März – 22. März) - Deichkind – Leider geil (leider geil) - 2 Wochen (23. März – 5. April) - Cro – Easy - 1 Woche (6. April – 12. April, insgesamt 2 Wochen) - Die Toten Hosen – Tage wie diese - 1 Woche (13. April – 19. April, insgesamt 13 Wochen) - Cro – Easy - 1 Woche (20. April – 26. April, insgesamt 2 Wochen) - Die Toten Hosen – Tage wie diese - 3 Wochen (27. April – 17. Mai, insgesamt 13 Wochen) - Norbert Dickel & Der BVB-Jahrhundertchor – Borussia, schenk uns die Schale - 1 Woche (18. Mai – 24. Mai) - Die Toten Hosen – Tage wie diese - 7 Wochen (25. Mai – 12. Juli, insgesamt 13 Wochen) - Cro – Du - 1 Woche (13. Juli – 19. Juli, insgesamt 4 Wochen) - Die Toten Hosen – Tage wie diese - 2 Wochen (20. Juli – 2. August, insgesamt 13 Wochen) - Cro – Du - 2 Wochen (3. August – 16. August, insgesamt 4 Wochen) - Max Herre feat. Philipp Poisel – Wolke 7 - 1 Woche (17. August – 23. August, insgesamt 2 Wochen) - Cro – Du - 1 Woche (24. August – 30. August, insgesamt 4 Wochen) - Max Herre feat. Philipp Poisel – Wolke 7 - 1 Woche (31. August – 6. September, insgesamt 2 Wochen) - Xavas (Xavier Naidoo & Kool Savas) – Schau nicht mehr zurück - 3 Wochen (7. September – 27. September) - Marteria feat. Yasha & Miss Platnum – Lila Wolken - 3 Wochen (28. September – 18. Oktober, insgesamt 11 Wochen) - Die Toten Hosen – Altes Fieber - 1 Woche (19. Oktober – 25. Oktober) - Marteria feat. Yasha & Miss Platnum – Lila Wolken - 8 Wochen (26. Oktober – 20. Dezember, insgesamt 11 Wochen) - Rammstein – Mein Herz brennt - 1 Woche (21. Dezember – 27. Dezember) - Seeed – Augenbling - 4 Wochen (28. Dezember 2012 – 24. Januar 2013) | - Seeed – Augenbling - 4 Wochen (28. Dezember 2012 – 24. Januar 2013) - Sido – Bilder im Kopf - 15 Wochen (25. Januar – 9. Mai) - Glasperlenspiel – Nie vergessen - 1 Woche (10. Mai – 16. Mai) - Xavier Naidoo – Bei meiner Seele - 1 Woche (17. Mai – 23. Mai) - Beatrice Egli – Mein Herz - 2 Wochen (24. Mai – 6. Juni) - Sportfreunde Stiller – Applaus, Applaus - 5 Wochen (7. Juni – 11 Juli) - Cro – Whatever - 5 Wochen (12. Juli – 15. August, insgesamt 7 Wochen) - Casper – Im Ascheregen - 1 Woche (16. August – 22. August) - Y-Titty – Halt dein Maul - 1 Woche (23. August – 29. August) - Cro – Whatever - 2 Wochen (30. August – 12. September, insgesamt 7 Wochen) - Revolverheld – Das kann uns keiner nehmen - 1 Woche (13. September – 19. September, insgesamt 3 Wochen) - Casper – Hinterland - 1 Woche (20. September – 26. September) - Revolverheld – Das kann uns keiner nehmen - 2 Wochen (27. September – 10. Oktober, insgesamt 3 Wochen) - Alligatoah – Willst du - 1 Woche (11. Oktober – 17. Oktober, insgesamt 2 Wochen) - Fettes Brot – Echo - 1 Woche (18. Oktober – 24. Oktober) - Alligatoah – Willst du - 2 Wochen (25. Oktober – 31. Oktober, insgesamt 2 Wochen) - Prince Kay One feat. Emory – Keep Calm (Fuck U) - 1 Woche (1. November – 7. November) - Adel Tawil – Lieder - 12 Wochen (8. November 2013 – 30. Januar 2014) |
| 2014 | 2015 |
| - Adel Tawil – Lieder - 12 Wochen (8. November 2013 – 30. Januar 2014) - Helene Fischer – Atemlos durch die Nacht - 14 Wochen (31. Januar – 8. Mai, insgesamt 16 Wochen) - Andreas Bourani – Auf uns - 2 Wochen (9. Mai – 22. Mai, insgesamt 6 Wochen) - Cro – Traum - 5 Wochen (23. Mai – 26. Juni) - Andreas Bourani – Auf uns - 2 Wochen (27. Juni – 10. Juli, insgesamt 6 Wochen) - Mark Forster feat. Sido – Au revoir - 1 Woche (11. Juli – 17. Juli, insgesamt 10 Wochen) - Andreas Bourani – Auf uns - 2 Wochen (18. Juli – 31. Juli, insgesamt 6 Wochen) - Mark Forster feat. Sido – Au revoir - 9 Wochen (1. August – 2. Oktober, insgesamt 10 Wochen) - Revolverheld – Lass uns gehen - 2 Wochen (3. Oktober – 16. Oktober) - Andreas Gabalier – Amoi seg’ ma uns wieder - 1 Woche (17. Oktober – 23. Oktober) - Gregor Meyle – Keine ist wie du - 1 Woche (24. Oktober – 30. Oktober) - Helene Fischer – Atemlos durch die Nacht - 1 Woche (31. Oktober – 6. November, insgesamt 16 Wochen) - Andreas Bourani – Auf anderen Wegen - 1 Woche (7. November – 13. November, insgesamt 6 Wochen) - Unheilig – Zeit zu gehen - 1 Woche (14. November – 20. November) - Herbert Grönemeyer – Morgen - 1 Woche (21. November – 27. November) - Andreas Bourani – Auf anderen Wegen - 1 Woche (28. November – 4. Dezember, insgesamt 6 Wochen) - Band Aid 30 Germany – Do They Know It’s Christmas? (Deutsche Version) - 3 Wochen (5. Dezember – 25. Dezember) - Frei.Wild – Wir brechen eure Seelen - 1 Woche (26. Dezember 2014 – 1. Januar 2015) | - Frei.Wild – Wir brechen eure Seelen - 1 Woche (26. Dezember 2014 – 1. Januar 2015) - Andreas Bourani – Auf anderen Wegen - 3 Wochen (2. Januar – 22. Januar, insgesamt 6 Wochen) - Ado Kojo feat. Shirin David – Du liebst mich nicht - 1 Woche (23. Januar – 29. Januar) - Andreas Bourani – Auf anderen Wegen - 1 Woche (30. Januar – 5. Februar, insgesamt 6 Wochen) - Frei.Wild – Unvergessen, unvergänglich, lebenslänglich - 1 Woche (6. Februar – 12. Februar) - Mark Forster – Flash mich - 2 Wochen (13. Februar – 26. Februar, insgesamt 3 Wochen) - ApeCrime – Was ich nicht hab - 1 Woche (27. Februar – 5. März) - Mark Forster – Flash mich - 1 Woche (6. März – 12. März, insgesamt 3 Wochen) - Philipp Dittberner & Marv – Wolke 4 - 9 Wochen (13. März – 7. Mai) - Sarah Connor – Wie schön du bist - 8 Wochen (8. Mai – 2. Juli) - Cro – Bye Bye - 5 Wochen (3. Juli – 6. August) - MoTrip feat. Lary – So wie du bist - 1 Woche (7. August – 13. August) - Sido feat. Andreas Bourani – Astronaut - 3 Wochen (14. August – 3. September, insgesamt 9 Wochen) - Namika – Lieblingsmensch - 1 Woche (4. September – 10. September) - Die Ärzte – Schrei nach Liebe - 1 Woche (11. September – 17. September, insgesamt 5 Wochen) - Sido feat. Andreas Bourani – Astronaut - 6 Wochen (18. September – 29. Oktober, insgesamt 9 Wochen) - Glasperlenspiel – Geiles Leben - 11 Wochen (30. Oktober 2015 – 14. Januar 2016) |
| 2016 | 2017 |
| - Glasperlenspiel – Geiles Leben - 11 Wochen (30. Oktober 2015 – 14. Januar 2016) - Eff (Mark Forster und Felix Jaehn) – Stimme - 5 Wochen (15. Januar – 18. Februar) - Stereoact feat. Kerstin Ott – Die immer lacht - 12 Wochen (19. Februar – 12. Mai, insgesamt 14 Wochen) - Prince Damien – Glücksmoment - 2 Wochen (13. Mai – 26. Mai) - Stereoact feat. Kerstin Ott – Die immer lacht - 2 Wochen (27. Mai – 9. Juni, insgesamt 14 Wochen) - Beginner feat. Gzuz & Gentleman – Ahnma - 1 Woche (10. Juni – 16. Juni, insgesamt 6 Wochen) - Max Giesinger – 80 Millionen - 1 Woche (17. Juni – 23. Juni, insgesamt 2 Wochen) - Mark Forster – Wir sind groß - 2 Wochen (24. Juni – 7. Juli, insgesamt 3 Wochen) - Max Giesinger – 80 Millionen - 1 Woche (8. Juli – 14. Juli, insgesamt 2 Wochen) - Mark Forster – Wir sind groß - 1 Woche (15. Juli – 21. Juli, insgesamt 3 Wochen) - Shindy – Roli - 1 Woche (22. Juli – 28. Juli) - Beginner feat. Gzuz & Gentleman – Ahnma - 5 Wochen (29. Juli – 8. September, insgesamt 6 Wochen) - Sportfreunde Stiller – Das Geschenk - 1 Woche (9. September – 15. September) - Bonez MC & RAF Camora feat. Maxwell – Ohne mein Team - 3 Wochen (16. September – 6. Oktober, insgesamt 9 Wochen) - 257ers – Holz - 4 Wochen (7. Oktober – 3. November) - Bonez MC & RAF Camora feat. Maxwell – Ohne mein Team - 2 Wochen (4. November – 17. November, insgesamt 9 Wochen) - Mark Forster – Chöre (Willkommen bei den Hartmanns Version) - 14 Wochen (18. November 2016 – 23. Februar 2017) | - Mark Forster – Chöre (Willkommen bei den Hartmanns Version) - 14 Wochen (18. November 2016 – 23. Februar 2017) - Bonez MC & RAF Camora feat. Maxwell – Ohne mein Team - 4 Wochen (24. Februar – 23. März, insgesamt 9 Wochen) - Zuna feat. Azet & Noizy – Nummer 1 - 3 Wochen (24. März – 13. April, insgesamt 5 Wochen) - Die Toten Hosen – Unter den Wolken - 1 Woche (14. April – 20. April) - Zuna feat. Azet & Noizy – Nummer 1 - 2 Wochen (21. April – 4. Mai, insgesamt 5 Wochen) - RAF Camora feat. Maxwell, Gzuz und Bonez MC – Kontrollieren - 2 Wochen (5. Mai – 18. Mai) - Adel Tawil – Ist da jemand - 1 Woche (19. Mai – 25. Mai) - Kay One – Louis Louis - 1 Woche (26. Mai – 1. Juni, insgesamt 3 Wochen) - Helene Fischer – Herzbeben - 1 Woche (2. Juni – 8. Juni, insgesamt 2 Wochen) - Kay One – Louis Louis - 2 Wochen, (9. Juni – 22. Juni, insgesamt 3 Wochen) - Nimo – Heute mit mir - 2 Wochen (23. Juni – 6. Juli, insgesamt 3 Wochen) - Helene Fischer – Herzbeben - 1 Woche (7. Juli – 13. Juli, insgesamt 2 Wochen) - Nimo – Heute mit mir - 1 Woche (14. Juli – 20. Juli, insgesamt 3 Wochen) - Miami Yacine – Bon Voyage - 1 Woche (21. Juli – 27. Juli) - 187 Strassenbande feat. Bonez MC und Gzuz – Millionär - 3 Wochen (28. Juli – 17. August) - Gestört aber geil feat. Lea – Wohin willst du - 2 Wochen (18. August – 31. August) - RAF Camora – Primo - 2 Wochen (1. September – 14. September) - Kay One feat. Pietro Lombardi – Señorita - 3 Wochen (15. September – 5. Oktober) - Kollegah & Farid Bang – Sturmmaske auf (Intro) - 1 Woche (6. Oktober – 12. Oktober) - Bausa – Was du Liebe nennst - 20 Wochen (13. Oktober 2017 – 1. März 2018) |
| 2018 | 2019 |
| - Bausa – Was du Liebe nennst - 20 Wochen (13. Oktober 2017 – 1. März 2018) - Olexesh feat. Edin – Magisch - 6 Wochen (2. März – 12. April, insgesamt 7 Wochen) - Capital Bra – 5 Songs in einer Nacht - 2 Wochen (13. April – 26. April) - Olexesh feat. Edin – Magisch - 1 Woche (27. April – 3. Mai, insgesamt 7 Wochen) - Capital Bra feat. Ufo361 – Neymar - 3 Wochen (4. Mai – 24. Mai) - Pietro Lombardi – Phänomenal - 1 Woche (25. Mai – 31. Mai) - Capital Bra – One Night Stand - 2 Wochen (1. Juni – 14. Juni) - Capital Bra – Berlin lebt - 1 Woche (15. Juni – 21. Juni) - Namika feat. Black M – Je ne parle pas français - 3 Wochen (22. Juni – 12. Juli, insgesamt 6 Wochen) - Bushido feat. Samra & Capital Bra – Für euch alle - 1 Woche (13. Juli – 19. Juli) - Namika feat. Black M – Je ne parle pas français - 3 Wochen (20. Juli – 9. August, insgesamt 6 Wochen) - Capital Bra feat. Juju – Melodien - 3 Wochen (10. August – 30. August) - Bonez MC & RAF Camora – Risiko - 1 Woche (31. August – 6. September) - Bonez MC & RAF Camora – 500 PS - 2 Wochen (7. September – 20. September, insgesamt 4 Wochen) - Bonez MC & RAF Camora feat. Gzuz – Kokain - 2 Wochen (21. September – 4. Oktober) - Bushido feat. Capital Bra – Inshallah - 1 Woche (5. Oktober – 11. Oktober) - Bonez MC & RAF Camora – 500 PS - 2 Wochen (12. Oktober – 25. Oktober, insgesamt 4 Wochen) - Capital Bra feat. Luciano & Eno – Roli Glitzer Glitzer - 1 Woche (26. Oktober – 1. November) - KitschKrieg feat. Trettmann, Gringo, Ufo361 & Gzuz – Standard - 2 Wochen (2. November – 15. November) - Samra – Cataleya - 1 Woche (16. November – 22. November) - Sido – Tausend Tattoos - 1 Woche (23. November – 29. November, insgesamt 3 Wochen) - Mero – Baller los - 2 Wochen (30. November – 13. Dezember) - Sido – Tausend Tattoos - 2 Wochen (14. Dezember – 27. Dezember, insgesamt 3 Wochen) - Capital Bra – Benzema - 3 Wochen (28. Dezember 2018 – 17. Januar 2019) | - Capital Bra – Benzema - 3 Wochen (28. Dezember 2018 – 17. Januar 2019) - Shindy – DODI - 1 Woche (18. Januar – 24. Januar) - Mero – Hobby Hobby - 1 Woche (25. Januar – 31. Januar) - Capital Bra – Prinzessa - 2 Wochen (1. Februar – 14. Februar) - Eno feat. Mero – Ferrari - 1 Woche (15. Februar – 21. Februar) - KC Rebell feat. Summer Cem & Capital Bra – DNA - 1 Woche (22. Februar – 28. Februar) - Shirin David – Gib ihm - 2 Wochen (1. März – 14. März) - Mero – Wolke 10 - 1 Woche (15. März – 21. März) - Capital Bra x Samra – Wir ticken - 1 Woche (22. März – 28. März) - Capital Bra – Cherry Lady - 1 Woche (29. März – 4. April) - Rammstein – Deutschland - 1 Woche (5. April – 11. April, insgesamt 3 Wochen) - Samra – Harami - 1 Woche (12. April – 18. April) - Rammstein – Deutschland - 1 Woche (19. April – 25. April, insgesamt 3 Wochen) - Capital Bra feat. Summer Cem & KC Rebell – Rolex - 1 Woche (26. April – 2. Mai) - Rammstein – Deutschland - 1 Woche (3. Mai – 9. Mai, insgesamt 3 Wochen) - Juju feat. Henning May – Vermissen - 2 Wochen (10. Mai – 23. Mai, 3 Wochen) - Samra & Capital Bra – Wieder Lila - 2 Wochen (24. Mai – 6. Juni) - Rammstein – Ausländer - 1 Woche (7. Juni – 13. Juni) - Juju feat. Henning May – Vermissen - 1 Woche (14. Juni – 20. Juni, insgesamt 3 Wochen) - Kalazh44, Capital Bra & Samra feat. Nimo & Luciano – Royal Rumble - 1 Woche (21. Juni – 27. Juni) - Capital Bra & Samra – Tilidin - 2 Wochen (28. Juni – 11. Juli) - Loredana – Jetzt rufst du an - 1 Woche (12. Juli – 18. Juli) - Samra & Capital Bra – Zombie - 1 Woche (19. Juli – 25. Juli) - KC Rebell feat. RAF Camora – Neptun - 1 Woche (26. Juli – 1. August) - Ufo361 feat. RAF Camora – Nummer - 1 Woche (2. August – 8. August) - Loredana feat. Mozzik – Eiskalt - 3 Wochen (9. August – 29. August) - Capital Bra & Samra – Nummer 1 - 1 Woche (30. August – 5. September) - Apache 207 – Roller - 1 Woche (6. September – 12. September, insgesamt 13 Wochen) - Loredana feat. Mero – Kein Plan - 1 Woche (13. September – 19. September) - Apache 207 – Roller - 1 Woche (20. September – 26. September, insgesamt 13 Wochen) - Capital Bra, Samra & Lea – 110 - 3 Wochen (27. September – 17. Oktober) - Apache 207 – Roller - 1 Woche (18. Oktober – 24. Oktober, insgesamt 13 Wochen) - Apache 207 – Wieso tust Du dir das an? - 1 Woche (25. Oktober – 31. Oktober) - Apache 207 – Roller - 5 Wochen (1. November – 5. Dezember, insgesamt 13 Wochen) - Capital Bra – Der Bratan bleibt der gleiche - 1 Woche (6. Dezember – 12. Dezember) - Nimo & Hava – Kein Schlaf - 1 Woche (13. Dezember – …) - Apache 207 – Roller - 5 Wochen (20. Dezember 2019 – 23. Januar 2020, insgesamt 13 Wochen) |

| 2020 | 2021 |
| --- | --- |
| - Apache 207 – Roller - 5 Wochen (20. Dezember 2019 – 23. Januar 2020, insgesamt 13 Wochen) - Juju & Loredana – Kein Wort - 2 Wochen (24. Januar – 6. Februar) - Joker Bra & VIZE – Baby - 2 Wochen (7. Februar – 20. Februar) - Luciano – Mios mit Bars - 1 Woche (21. Februar – 27. Februar) - Ufo361 – Rich Rich - 1 Woche (28. Februar – 5. März) - Apache 207 – Matrix - 1 Woche (6. März – 12. März) - Loredana & Rymez – Angst - 1 Woche (13. März – 19. März) - Samra & Capital Bra – Berlin - 1 Woche (20. März – 26. März) - Dardan & Monet192 – Hotel - 1 Woche (27. März – 2. April) - Loredana & Zuna – Du bist mein - 1 Woche (3. April – 9. April) - Ramon Roselly – Eine Nacht - 1 Woche (10. April – 16. April) - Samra – Bae Bae - 1 Woche (17. April – 23. April) - Samra & Capital Bra – 365 Tage - 1 Woche (24. April – 30. April) - Shirin David – 90-60-111 - 1 Woche (1. Mai – 7. Mai) - Capital Bra & Loredana – Nicht verdient - 1 Woche (8. Mai – 14. Mai) - Apache 207 – Fame - 2 Wochen (15. Mai – 28. Mai) - Bonez MC – Roadrunner - 1 Woche (29. Mai – 4. Juni) - AK Ausserkontrolle & Bonez MC – In meinem Benz - 1 Woche (5. Juni – 11. Juni) - Apache 207 – Boot - 1 Woche (12. Juni – 18. Juni) - Ufo361 – Emotions - 1 Woche (19. Juni – 25. Juni) - Bonez MC – Big Body Benz - 1 Woche (26. Juni – 2. Juli) - Miksu & Macloud feat. Jamule, Summer Cem & Luciano – XXL - 1 Woche (3. Juli – 9. Juli) - Apache 207 – Bläulich - 3 Wochen (10. Juli – 30. Juli, insgesamt 4 Wochen) - Apache 207 – Unterwegs - 1 Woche (31. Juli – 6. August) - Apache 207 – Sie ruft - 1 Woche (7. August – 13. August) - Apache 207 – Bläulich - 1 Woche (14. August – 20. August, insgesamt 4 Wochen) - KitschKrieg feat. Jamule – Unterwegs - 1 Woche (21 August – 27. August, insgesamt 2 Wochen) - Capital Bra feat. Cro – Frühstück in Paris - 1 Woche (28. August – 3. September) - KitschKrieg feat. Jamule – Unterwegs - 1 Woche (4. September – 10. September, insgesamt 2 Wochen) - Bonez MC – Fuckst mich nur ab - 2 Wochen (11. September – 24. September) - Capital Bra – Einsam an der Spitze - 1 Woche (25. September – 1. Oktober) - Loredana feat. Delara – Checka - 1 Woche (2. Oktober – 8. Oktober) - Samra – Rohdiamant ٢٠٢٠ - 1 Woche (9. Oktober – 15. Oktober) - Die Ärzte – True Romance - 1 Woche (16. Oktober – 22. Oktober) - Mero feat. Nimo – Désolé - 1 Woche (23. Oktober – 29. Oktober) - Bonez MC – Angeklagt - 3 Wochen (30. Oktober – 19. November, insgesamt 4 Wochen) - Samra – Kennst du das?! - 1 Woche (20. November – 26. November) - Bonez MC – Angeklagt - 1 Woche (27. November – 3. Dezember, insgesamt 4 Wochen) - Luna – Verlierer - 2 Wochen (4. Dezember – 17. Dezember) - Samra & Topic42 – Lost - 3 Wochen (18. Dezember 2020 – 7. Januar 2021) | - Samra & Topic42 – Lost - 3 Wochen (18. Dezember 2020 – 7. Januar 2021) - Apache 207 – Angst - 1 Woche (8. Januar – 14. Januar) - Katja Krasavice feat. Elif – Highway - 1 Woche (15. Januar – 21. Januar) - Kasimir1441 feat. Badmómzjay & Wildbwoys – Ohne Dich - 5 Wochen (22. Januar – 25. Februar) - Bausa feat. Apache 207 – Madonna - 5 Wochen (26. Februar – 1. April) - Miksu/Macloud feat. Nimo & Jamule – Frag mich nicht - 2 Wochen (2. April – 15. April, insgesamt 3 Wochen) - Santos feat. Sido & Samra – Leere Hände - 1 Woche (16. April – 22. April) - Miksu/Macloud feat. Nimo & Jamule – Frag mich nicht - 1 Woche (23. April – 29. April, insgesamt 3 Wochen) - Jamule – Liege wieder wach - 1 Woche (30. April – 6. Mai) - Cro feat. Capital Bra – Blessed - 1 Woche (7. Mai – 13. Mai) - Bonez MC feat. Frauenarzt – Extasy - 1 Woche (14. Mai – 20. Mai) - Shirin David – Ich darf das - 2 Wochen (21. Mai – 3. Juni, insgesamt 3 Wochen) - Loredana & Mozzik – Rosenkrieg - 1 Woche (4. Juni – 10. Juni) - Beatzarre & Djorkaeff feat. Capital Bra & LEA – Sommer - 1 Woche (11. Juni – 17. Juni) - Shirin David – Ich darf das - 1 Woche (18. Juni – 24. Juni, insgesamt 3 Wochen) - Luciano – Schmetterling - 1 Woche (25. Juni – 1. Juli) - Pashanim – Sommergewitter - 1 Woche (2. Juli – 8. Juli, insgesamt 3 Wochen) - Shirin David – Lieben wir - 1 Woche (9. Juli – 15. Juli) - Pashanim – Sommergewitter - 2 Wochen (16. Juli – 29. Juli, insgesamt 3 Wochen) - RAF Camora feat. Bonez MC – Blaues Licht - 1 Woche (30. Juli – 5. August) - Montez – Auf & ab - 1 Woche (6. August – 12. August, insgesamt 4 Wochen) - Helene Fischer feat. Luis Fonsi – Vamos a marte - 1 Woche (13. August – 19. August) - Montez – Auf & ab - 1 Woche (20. August – 26. August, insgesamt 4 Wochen) - RAF Camora feat. Juju – Wenn du mich siehst - 1 Woche (27. August – 2. September) - Montez – Auf & ab - 1 Woche (3. September – 9. September, insgesamt 4 Wochen) - Shindy – Mandarinen - 1 Woche (10. September – 16. September) - RAF Camora feat. Luciano – 2CB - 1 Woche (17. September – 23. September) - Katja Krasavice – Pussy Power - 1 Woche (24. September – 30. September) - Montez – Auf & ab - 1 Woche (1. Oktober – 7. Oktober, insgesamt 4 Wochen) - Apache 207 – Kapitel II Vodka - 1 Woche (8. Oktober – 14. Oktober) - RAF Camora – Guapa - 1 Woche (15. Oktober – 21. Oktober) - Gzuz – Späti - 2 Wochen (22. Oktober – 4. November) - Shirin David feat. Kitty Kat – Be a Hoe/Break a Hoe - 1 Woche (5. November – 11. November) - Katja Krasavice feat. Leony – Raindrops - 1 Woche (12. November – 18. November) - Kummer feat. Fred Rabe – Der letzte Song (Alles wird gut) - 1 Woche (19. November – 25. November, insgesamt 5 Wochen) - Capital Bra feat. Montez – Ein Jahr - 1 Woche (26. November – 2. Dezember) - Kummer feat. Fred Rabe – Der letzte Song (Alles wird gut) - 2 Wochen (3. Dezember – 16. Dezember, insgesamt 5 Wochen) - Sido – Mit dir - 1 Woche (17. Dezember – 23. Dezember, insgesamt 3 Wochen) - Kummer feat. Fred Rabe – Der letzte Song (Alles wird gut) - 1 Woche (24. Dezember – 30. Dezember, insgesamt 5 Wochen) - Ufo361 & Pashanim – Allein allein - 1 Woche (31. Dezember 2021 – 6. Januar 2022) |
| 2022 | 2023 |
| - Ufo361 & Pashanim – Allein allein - 1 Woche (31. Dezember 2021 – 6. Januar 2022) - Pajel – 10von10 - 1 Woche (7. Januar – 13. Januar) - Gzuz feat. Bonez MC – Wenn ich will - 1 Woche (14. Januar – 20. Januar) - Kummer feat. Fred Rabe – Der letzte Song (Alles wird gut) - 1 Woche (21. Januar – 27. Januar, insgesamt 5 Wochen) - Sido – Mit dir - 1 Woche (28. Januar – 3. Februar, insgesamt 3 Wochen) - Pietro Lombardi – Vorbei - 1 Woche (4. Februar – 10. Februar) - Sido – Mit dir - 1 Woche (11. Februar – 17. Februar, insgesamt 3 Wochen) - Katja Krasavice – Onlyfans - 1 Woche (18. Februar – 24. Februar) - 1986zig – Kopf aus - 1 Woche (25. Februar – 3. März) - Bonez MC, Gzuz, Maxwell, LX & Sa4 – 187 Allstars ’22 - 1 Woche (4. März – 10. März) - Miksu/Macloud & T-Low – Sehnsucht - 1 Woche (11. März – 17. März, insgesamt 4 Wochen) - Rammstein – Zeit - 1 Woche (18. März – 24. März) - Miksu/Macloud & T-Low – Sehnsucht - 3 Wochen (25. März – 14. April, insgesamt 4 Wochen) - Rammstein – Zick Zack - 2 Wochen (15. April – 28. April) - T-Low & Miksu/Macloud – We Made It - 1 Woche (29. April – 5. Mai) - Luciano – Beautiful Girl - 6 Wochen (6. Mai – 16. Juni) - Domiziana – Ohne Benzin - 1 Woche (17. Juni – 23. Juni) - DJ Robin & Schürze – Layla - 9 Wochen (24. Juni – 25. August) - Nina Chuba – Wildberry Lillet - 2 Wochen (26. August – 8. September, insgesamt 4 Wochen) - Miksu/Macloud & Makko – Nachts wach - 1 Woche (9. September – 15. September) - Nina Chuba – Wildberry Lillet - 2 Wochen (16. September – 29. September, insgesamt 4 Wochen) - Luciano feat. Aitch & Bia – Bamba - 1 Woche (30. September – 6. Oktober, insgesamt 3 Wochen) - Twenty4tim – Gönn dir - 1 Woche (7. Oktober – 13. Oktober) - Luciano feat. Aitch & Bia – Bamba - 2 Wochen (14. Oktober – 27. Oktober, insgesamt 3 Wochen) - Peter Fox feat. Inéz – Zukunft Pink - 6 Wochen (28. Oktober – 8. Dezember, insgesamt 10 Wochen) - Twenty4tim – Galaxie - 1 Woche (9. Dezember – 15. Dezember) - Peter Fox feat. Inéz – Zukunft Pink - 4 Wochen (16. Dezember 2022 – 12. Januar 2023, insgesamt 10 Wochen) | - Peter Fox feat. Inéz – Zukunft Pink - 4 Wochen (16. Dezember 2022 – 12. Januar 2023, insgesamt 10 Wochen) - Ayliva feat. Mero – Sie weiß - 2 Wochen (13. Januar – 26. Januar) - Udo Lindenberg & Apache 207 – Komet - 10 Wochen (27. Januar – 6. April, insgesamt 22 Wochen) - RAF Camora feat. Luciano – All Night - 1 Woche (7. April – 13. April) - Udo Lindenberg & Apache 207 – Komet - 2 Wochen (14. April – 27. April, insgesamt 22 Wochen) - Twenty4tim – Icecream - 1 Woche (28. April – 4. Mai) - Udo Lindenberg & Apache 207 – Komet - 4 Wochen (seit dem 5. Mai, insgesamt 22 Wochen) - Twenty4tim feat. Kitty Kat – Hot or Not - 1 Woche (2. Juni – 8. Juni) - Ski Aggu, Joost & Otto Waalkes – Friesenjung - 4 Wochen (9. Juni – 6. Juli) - Udo Lindenberg & Apache 207 – Komet - 6 Wochen (7. Juli – 17. August, insgesamt 22 Wochen) - Kontra K feat. Lana Del Rey – Summertime - 1 Woche (18. August – 24. August) - Niklas Dee, Octavian & Luca-Dante Spadafora – Mädchen auf dem Pferd - 1 Woche (25. August – 31. August) - Sira feat. Badchieff & Bausa – 9 bis 9 - 6 Wochen (1. September – 12. Oktober, insgesamt 8 Wochen) - Ayliva – Hässlich - 1 Woche (13. Oktober – 19. Oktober) - Sira feat. Badchieff & Bausa – 9 bis 9 - 1 Woche (20. Oktober – 26. Oktober, insgesamt 8 Wochen) - Reezy – 14 Passenger - 1 Woche (27. Oktober – 2. November) - RAF Camora feat. Ski Aggu – Liebe Grüße - 2 Wochen (3. November – 16. November) - Kontra K feat. Santos – Die Sonne - 1 Woche (17. November – 23. November) - Sira feat. Badchieff & Bausa – 9 bis 9 - 1 Woche (24. November – 30. November, insgesamt 8 Wochen) - Helene Fischer – Atemlos durch die Nacht - 1 Woche (1. Dezember – 7. Dezember, insgesamt 16 Wochen) - Yakary – Sonnenbank.mp3 - 2 Wochen (8. Dezember – 21. Dezember) - Finch – Abfahrt - 1 Woche (22. Dezember – 28. Dezember) - Rolf Zuckowski – In der Weihnachtsbäckerei - 1 Woche (29. Dezember 2023 – 4. Januar 2024, insgesamt 2 Wochen) |
| 2024 | 2025 |
| - Rolf Zuckowski – In der Weihnachtsbäckerei - 1 Woche (29. Dezember 2023 – 4. Januar 2024, insgesamt 2 Wochen) - 6PM Records, Hurts & Luciano feat. Sira – Wonderful Life - 1 Woche (5. Januar – 11. Januar, insgesamt 2 Wochen) - Luciano – Time - 1 Woche (12. Januar – 18. Januar) - 6PM Records, Hurts & Luciano feat. Sira – Wonderful Life - 1 Woche (19. Januar – 25. Januar, insgesamt 2 Wochen) - Billa Joe & Faroon – Business Straight - 1 Woche (26. Januar – 1. Februar) - Ski Aggu – Z0rnig (2024) - 1 Woche (2. Februar – 8. Februar) - Twenty4tim – I Don’t Care - 1 Woche (9. Februar – 15. Februar) - Finch, Katja Krasavice & Luca-Dante Spadafora feat. Niklas Dee – One Night Stand - 1 Woche (16. Februar – 22. Februar) - Ayliva – Lieb mich - 1 Woche (23. Februar – 29. Februar) - Soho Bani feat. Herbert Grönemeyer – Zeit, dass sich was dreht - 1 Woche (1. März – 7. März, insgesamt 10 Wochen) - Apache 207 – Loser - 1 Woche (8. März – 14. März) - Soho Bani feat. Herbert Grönemeyer – Zeit, dass sich was dreht - 2 Wochen (15. März – 28. März, insgesamt 10 Wochen) - 01099 – Küssen - 1 Woche (29. März – 4. April) - Soho Bani feat. Herbert Grönemeyer – Zeit, dass sich was dreht - 2 Wochen (5. April – 18. April, insgesamt 10 Wochen) - Twenty4tim feat. Dieter Bohlen – Cheri Cheri Lady - 1 Woche (19. April – 25. April) - Soho Bani feat. Herbert Grönemeyer – Zeit, dass sich was dreht - 1 Woche (26. April – 2. Mai, insgesamt 10 Wochen) - Ayliva feat. Apache 207 – Wunder - 4 Wochen (3. Mai – 30. Mai, insgesamt 7 Wochen) - Pashanim – Mittelmeer - 2 Wochen (31. Mai – 13. Juni) - Ayliva feat. Apache 207 – Wunder - 1 Woche (14. Juni – 20. Juni, insgesamt 7 Wochen) - Soho Bani feat. Herbert Grönemeyer – Zeit, dass sich was dreht - 4 Wochen (21. Juni – 18. Juli, insgesamt 10 Wochen) - Ayliva feat. Apache 207 – Wunder - 2 Wochen (19. Juli – 1. August, insgesamt 7 Wochen) - Shirin David – Bauch Beine Po - 12 Wochen (2. August – 24. Oktober) - Lacazette – HDL - 1 Woche (25. Oktober – 31. Oktober) - Shirin David feat. Sampagne – It Girl - 2 Wochen (1. November – 14. November) - Nina Chuba – Fata Morgana - 4 Wochen (15. November – 12. Dezember, insgesamt 7 Wochen) - Sosa La M feat. Luciano – Butcher - 1 Woche (13. Dezember – 19. Dezember) - Nina Chuba – Fata Morgana - 1 Woche (20. Dezember – 26. Dezember, insgesamt 7 Wochen) - Rolf Zuckowski – In der Weihnachtsbäckerei - 1 Woche (27. Dezember – 2. Januar, insgesamt 2 Wochen) | - Rolf Zuckowski – In der Weihnachtsbäckerei - 1 Woche (27. Dezember – 2. Januar, insgesamt 2 Wochen) - Nina Chuba – Fata Morgana - 2 Wochen (3. Januar – 16. Januar, insgesamt 7 Wochen) - Reezy – Sabía que no - 1 Woche (17. Januar – 23. Januar, insgesamt 2 Wochen) - Apache 207 & Luciano – Gesegnet - 1 Woche (24. Januar – 30. Januar) - Reezy – Sabía que no - 1 Woche (31. Januar – 6. Februar, insgesamt 2 Wochen) - Zartmann – Tau mich auf - 1 Woche (7. Februar – 13. Februar, insgesamt 5 Wochen) - Oimara – Wackelkontakt - 7 Wochen (14. Februar – 3. April) - Zartmann – Tau mich auf - 1 Woche (4. April – 10. April, insgesamt 5 Wochen) - Jazeek – Akon - 4 Wochen (11. April – 8. Mai) - Pashanim feat. Ceren – Shabab(e)s im VIP - 4 Wochen (9. Mai – 5. Juni, insgesamt 5 Wochen) - Nina Chuba – Wenn das Liebe ist - 1 Woche (6. Juni – 12. Juni) - Pashanim feat. Ceren – Shabab(e)s im VIP - 1 Woche (13. Juni – 19. Juni, insgesamt 5 Wochen) - Zartmann – Tau mich auf - 1 Woche (20. Juni – 26. Juni, insgesamt 5 Wochen) - Jazeek feat. Shindy – Parfume - 1 Woche (27. Juni – 3. Juli) - Zartmann – Tau mich auf - 1 Woche (4. Juli – 10. Juli, insgesamt 5 Wochen) - RAF Camora feat. Apache 207 – Jupiter - 1 Woche (11. Juli – 17. Juli) - Amo feat. Aymen – Love All Night - 1 Woche (18. Juli – 24. Juli) - Zartmann – Tau mich auf - 1 Woche (25. Juli – 31. Juli, insgesamt 5 Wochen) - Aymen feat. Sira – 30 Mal am Tag - … Wochen (seit dem 1. August) |

## Künstler mit den meisten Nummer-eins-Singles
Diese Liste beinhaltet alle Künstler nach Anzahl ihrer Nummer-eins-Hits absteigend, welche sich mit mindestens fünf Singles an der Spitze der Deutschsprachigen Single Top 15 platzieren konnten, sowie eine detaillierte Auflistung aller Singles von Künstlern mit mindestens zehn Nummer-eins-Erfolgen in chronologischer Reihenfolge. Bei gleicher Titelanzahl sind die Künstler alphabetisch aufgeführt.
- 30:  Capital Bra / Joker Bra
- 17:  Samra
- 16:  Apache 207
- 15:  Bonez MC und  RAF Camora
- 13:  Luciano und  Rammstein
- 12:  Herbert Grönemeyer und  Xavier Naidoo
- 10:  Die Ärzte,  Peter Alexander und  Roy Black
- 09:  Loredana,  Peter Maffay,  Sido und  Die Toten Hosen
- 08:  Cro,  Gzuz und  Shirin David
- 07:   Howard Carpendale,  Falco,  Udo Lindenberg,  Mero,  Nena und  Freddy Quinn
- 06:  Heintje,  Ich + Ich,  Rosenstolz,  Adel Tawil,  Tic Tac Toe / Sara @ Tic Tac Two,  Twenty4tim,  Ufo361 und   Caterina Valente
- 05:  Culcha Candela,  Mark Forster,  Michael Holm,  Katja Krasavice,  Macloud,  Miksu,  Münchener Freiheit,  Nena (Band),  Nimo,  Stefan Raab,  Silbermond,  Sportfreunde Stiller,  Tokio Hotel und  Frank Zander / Fred Sonnenschein

### Capital Bra / Joker Bra

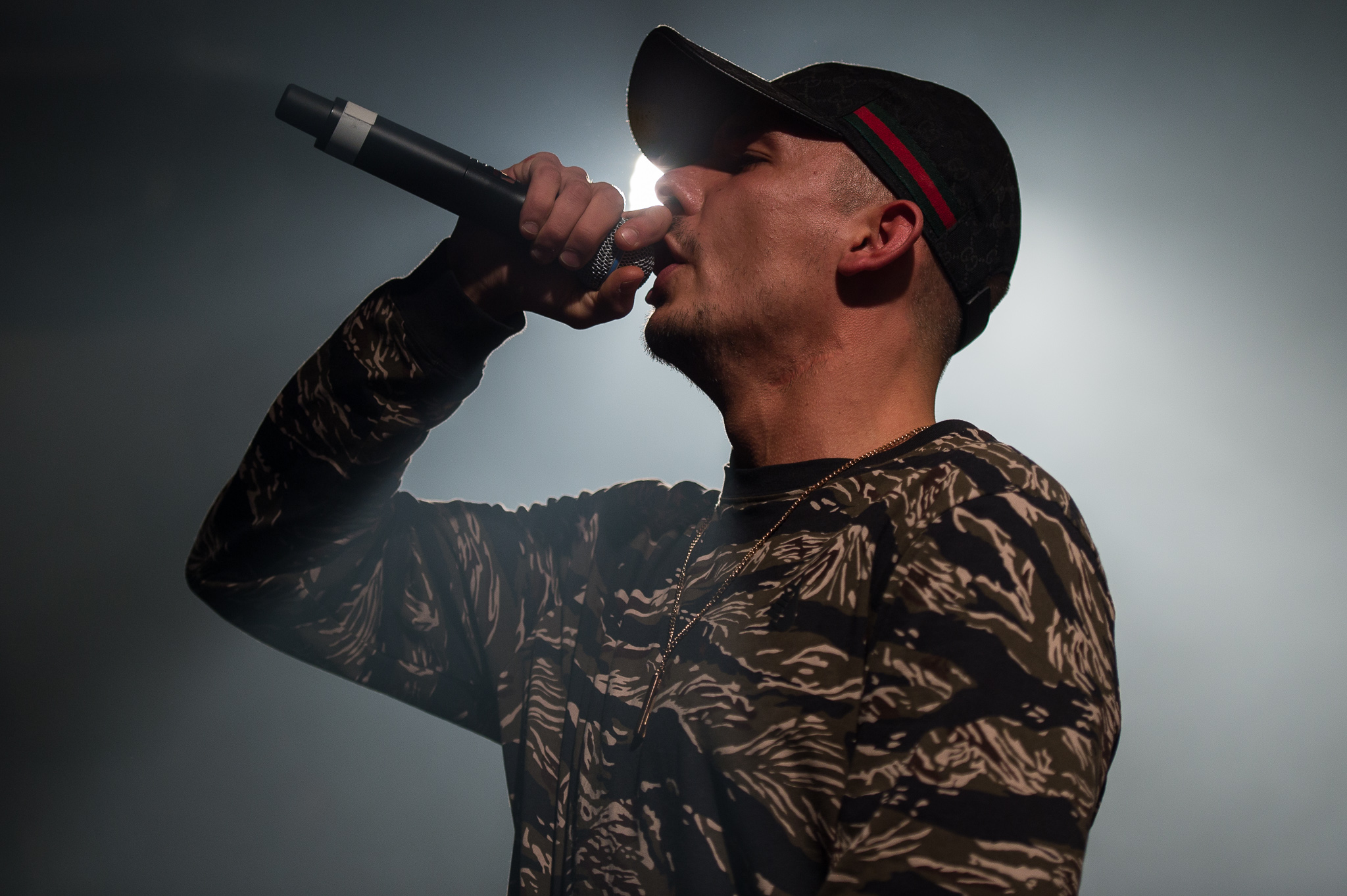
Capital Bra (2018)

| Jahr | Titel                         | Verweildauer | Anmerkungen                                   |
| ---- | ----------------------------- | ------------ | --------------------------------------------- |
| 2018 | 5 Songs in einer Nacht        | 2 Wochen     |                                               |
| 2018 | Neymar                        | 3 Wochen     | feat. Ufo361                                  |
| 2018 | One Night Stand               | 2 Wochen     |                                               |
| 2018 | Berlin lebt                   | 1 Woche      |                                               |
| 2018 | Für euch alle                 | 1 Woche      | Bushido feat. Samra & Capital Bra             |
| 2018 | Melodien                      | 3 Wochen     | feat. Juju                                    |
| 2018 | Inshallah                     | 1 Woche      | Bushido feat. Capital Bra                     |
| 2018 | Roli Glitzer Glitzer          | 1 Woche      | feat. Luciano & Eno                           |
| 2018 | Benzema                       | 3 Wochen     |                                               |
| 2019 | Prinzessa                     | 2 Wochen     |                                               |
| 2019 | DNA                           | 1 Woche      | KC Rebell feat. Summer Cem & Capital Bra      |
| 2019 | Wir ticken                    | 1 Woche      | mit Samra                                     |
| 2019 | Cherry Lady                   | 1 Woche      |                                               |
| 2019 | Rolex                         | 1 Woche      | feat. KC Rebell & Summer Cem                  |
| 2019 | Wieder Lila                   | 2 Wochen     | mit Samra                                     |
| 2019 | Royal Rumble                  | 1 Woche      | mit Kalazh44 & Samra feat. Nimo & Luciano     |
| 2019 | Tilidin                       | 2 Wochen     | mit Samra                                     |
| 2019 | Zombie                        | 1 Woche      | mit Samra                                     |
| 2019 | Nummer 1                      | 1 Woche      | mit Samra                                     |
| 2019 | 110                           | 3 Wochen     | mit Samra feat. LEA                           |
| 2019 | Der Bratan bleibt der gleiche | 1 Woche      |                                               |
| 2020 | Baby                          | 2 Wochen     | als Joker Bra mit VIZE                        |
| 2020 | Berlin                        | 1 Woche      | mit Samra                                     |
| 2020 | 365 Tage                      | 1 Woche      | mit Samra                                     |
| 2020 | Nicht verdient                | 1 Woche      |                                               |
| 2020 | Frühstück in Paris            | 1 Woche      | feat. Cro                                     |
| 2020 | Einsam an der Spitze          | 1 Woche      |                                               |
| 2021 | Blessed                       | 1 Woche      | Cro feat. Capital Bra                         |
| 2021 | Sommer                        | 1 Woche      | Beatzarre & Djorkaeff feat. Capital Bra & LEA |
| 2021 | Ein Jahr                      | 1 Woche      | feat. Montez                                  |

### Samra
| Jahr | Titel           | Verweildauer | Anmerkungen                                     |
| ---- | --------------- | ------------ | ----------------------------------------------- |
| 2018 | Für euch alle   | 1 Woche      | Bushido feat. Samra & Capital Bra               |
| 2018 | Cataleya        | 1 Woche      |                                                 |
| 2019 | Wir ticken      | 1 Woche      | mit Capital Bra                                 |
| 2019 | Harami          | 1 Woche      |                                                 |
| 2019 | Wieder Lila     | 2 Wochen     | mit Capital Bra                                 |
| 2019 | Royal Rumble    | 1 Woche      | mit Kalazh44 & Capital Bra feat. Nimo & Luciano |
| 2019 | Tilidin         | 2 Wochen     | mit Capital Bra                                 |
| 2019 | Zombie          | 1 Woche      | mit Capital Bra                                 |
| 2019 | Nummer 1        | 1 Woche      | mit Capital Bra                                 |
| 2019 | 110             | 3 Wochen     | mit Capital Bra feat. LEA                       |
| 2020 | Berlin          | 1 Woche      | mit Capital Bra                                 |
| 2020 | Bae Bae         | 1 Woche      |                                                 |
| 2020 | 365 Tage        | 1 Woche      | mit Capital Bra                                 |
| 2020 | Rohdiamant ٢٠٢٠ | 1 Woche      |                                                 |
| 2020 | Kennst du das?  | 1 Woche      |                                                 |
| 2020 | Lost            | 2 Wochen     | mit Topic42                                     |
| 2021 | Leere Hände     | 1 Woche      | Santos feat. Sido & Samra                       |

### Apache 207

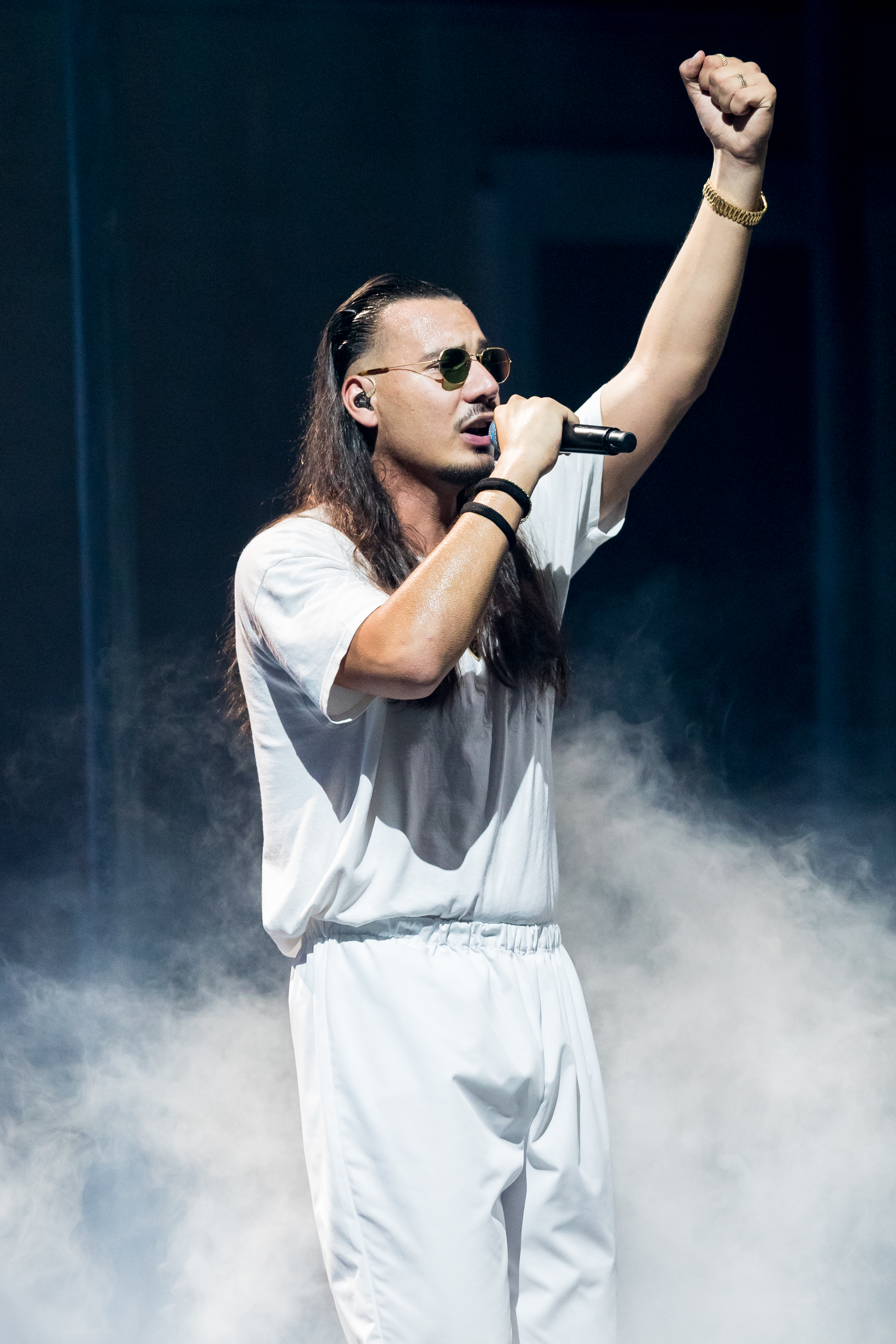
Apache 207 (2022)

| Jahr | Titel                     | Verweildauer | Anmerkungen                 |
| ---- | ------------------------- | ------------ | --------------------------- |
| 2019 | Roller                    | 13 Wochen    |                             |
| 2019 | Wieso tust du dir das an? | 1 Woche      |                             |
| 2020 | Matrix                    | 1 Woche      |                             |
| 2020 | Fame                      | 2 Wochen     |                             |
| 2020 | Boot                      | 1 Woche      |                             |
| 2020 | Bläulich                  | 4 Wochen     |                             |
| 2020 | Unterwegs                 | 1 Woche      |                             |
| 2020 | Sie ruft                  | 1 Woche      |                             |
| 2021 | Angst                     | 1 Woche      |                             |
| 2021 | Madonna                   | 5 Wochen     | Bausa feat. Apache 207      |
| 2021 | Kapitel II Vodka          | 1 Woche      |                             |
| 2023 | Komet                     | 22 Wochen    | mit Udo Lindenberg          |
| 2024 | Loser                     | 1 Woche      |                             |
| 2024 | Wunder                    | 7 Wochen     | Ayliva feat. Apache 207     |
| 2025 | Gesegnet                  | 1 Woche      | mit Luciano                 |
| 2025 | Jupiter                   | 1 Woche      | RAF Camora feat. Apache 207 |

### Bonez MC

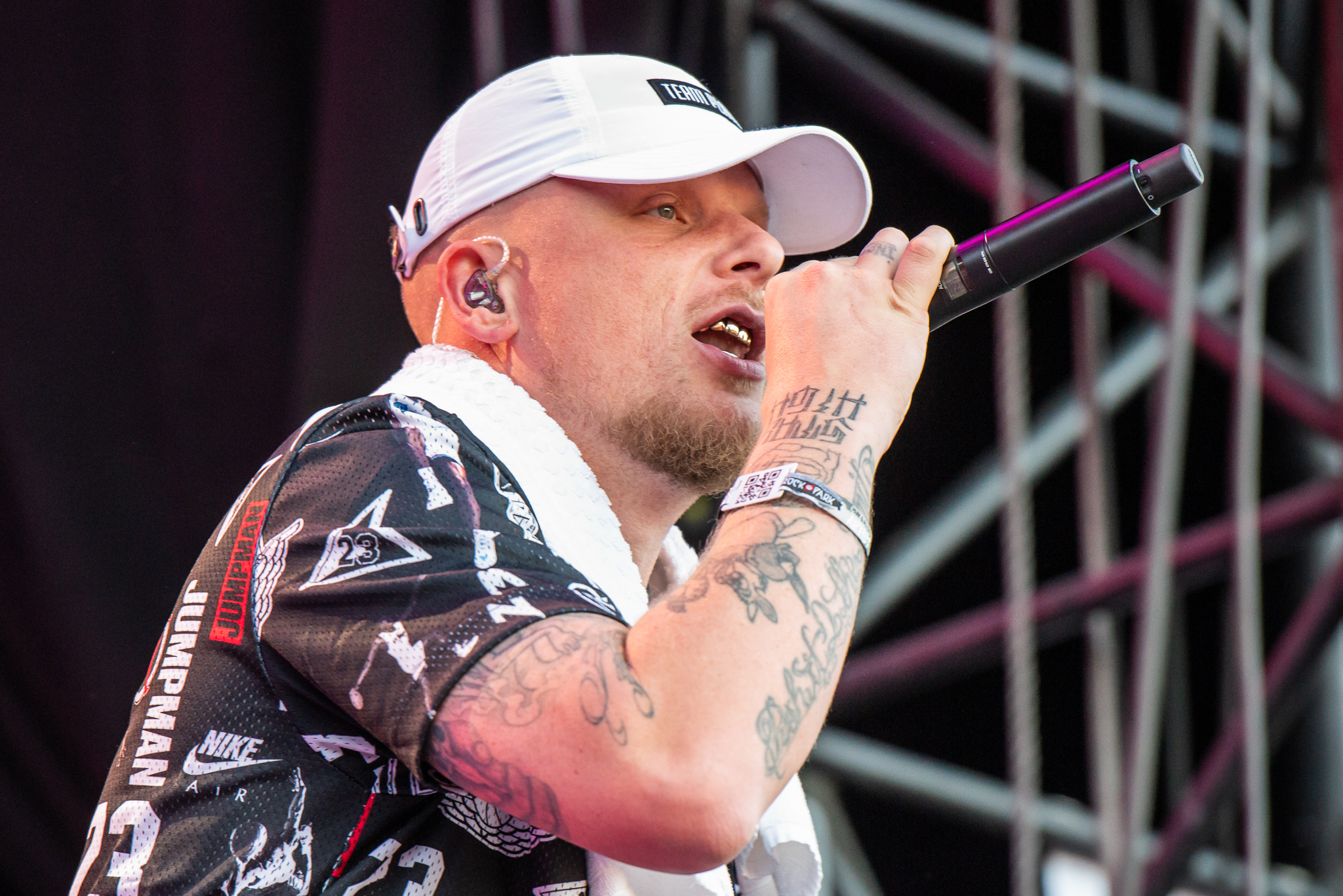
Bonez MC (2019)

| Jahr | Titel              | Verweildauer | Anmerkungen                               |
| ---- | ------------------ | ------------ | ----------------------------------------- |
| 2016 | Ohne mein Team     | 9 Wochen     | mit RAF Camora feat. Maxwell              |
| 2017 | Kontrollieren      | 2 Wochen     | RAF Camora feat. Bonez MC, Gzuz & Maxwell |
| 2017 | Millionär          | 3 Wochen     | mit Gzuz                                  |
| 2018 | Risiko             | 1 Woche      | mit RAF Camora                            |
| 2018 | 500 PS             | 4 Wochen     | mit RAF Camora                            |
| 2018 | Kokain             | 2 Wochen     | mit RAF Camora feat. Gzuz                 |
| 2020 | Roadrunner         | 1 Woche      |                                           |
| 2020 | In meinem Benz     | 1 Woche      | AK Ausserkontrolle feat. Bonez MC         |
| 2020 | Big Body Benz      | 1 Woche      |                                           |
| 2020 | Fuckst mich nur ab | 2 Wochen     |                                           |
| 2020 | Angeklagt          | 4 Wochen     |                                           |
| 2021 | Extasy             | 1 Woche      | feat. Frauenarzt                          |
| 2021 | Blaues Licht       | 1 Woche      | RAF Camora feat. Bonez MC                 |
| 2022 | Wenn ich will      | 1 Woche      | Gzuz feat. Bonez MC                       |
| 2022 | 187 Allstars ’22   | 1 Woche      | mit Gzuz, Maxwell, LX & Sa4               |

### RAF Camora

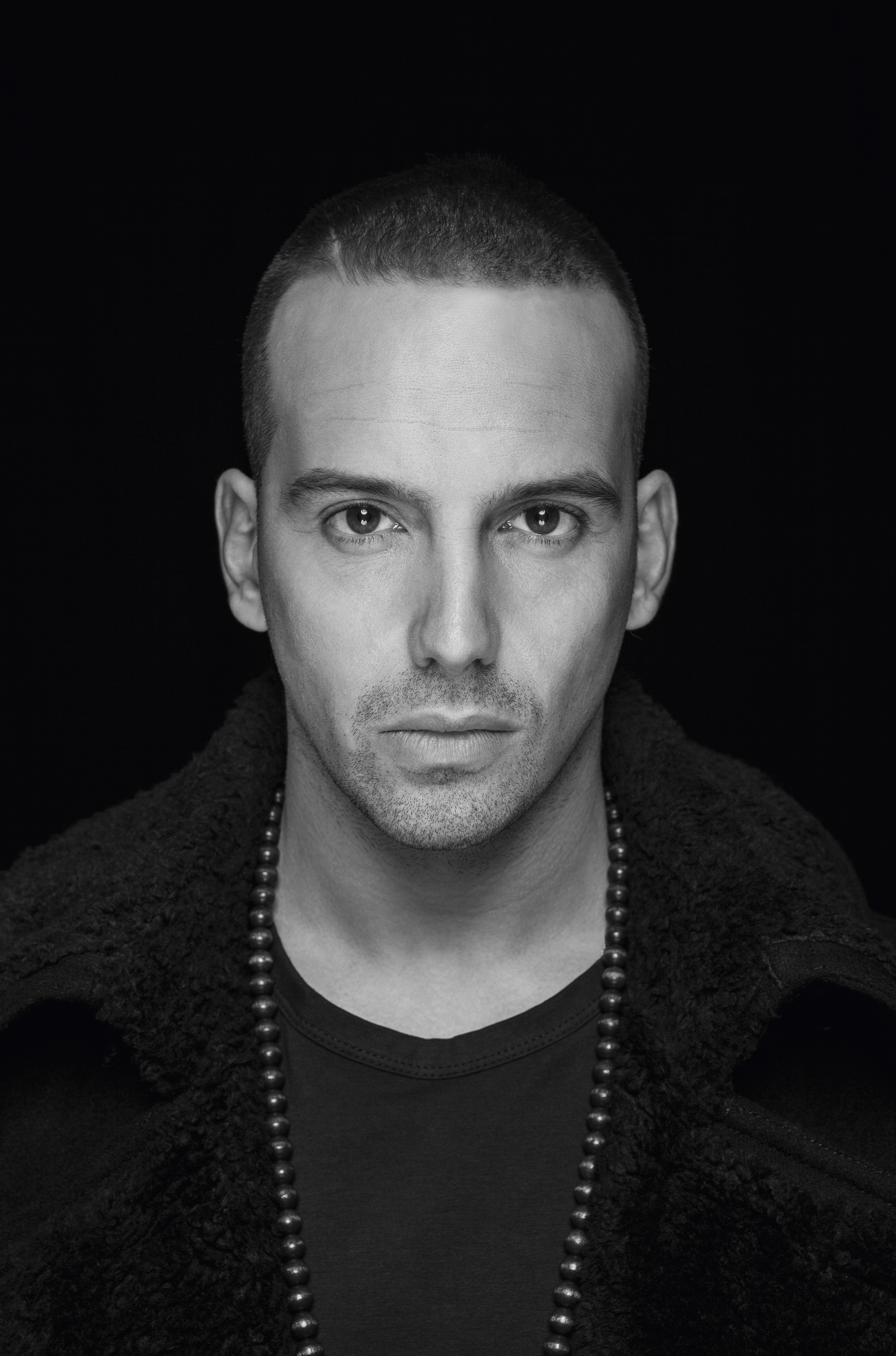
RAF Camora (2014)

| Jahr | Titel               | Verweildauer | Anmerkungen                    |
| ---- | ------------------- | ------------ | ------------------------------ |
| 2017 | Ohne mein Team      | 9 Wochen     | mit Bonez MC feat. Maxwell     |
| 2017 | Kontrollieren       | 2 Wochen     | feat. Bonez MC, Gzuz & Maxwell |
| 2017 | Primo               | 2 Wochen     |                                |
| 2018 | Risiko              | 1 Woche      | mit Bonez MC                   |
| 2018 | 500 PS              | 4 Wochen     | mit Bonez MC                   |
| 2018 | Kokain              | 2 Wochen     | mit Bonez MC feat. Gzuz        |
| 2019 | Neptun              | 1 Woche      | KC Rebell feat. RAF Camora     |
| 2019 | Nummer              | 1 Woche      | Ufo361 feat. RAF Camora        |
| 2021 | Blaues Licht        | 1 Woche      | feat. Bonez MC                 |
| 2021 | Wenn du mich siehst | 1 Woche      | feat. Juju                     |
| 2021 | 2CB                 | 1 Woche      | feat. Luciano                  |
| 2021 | Guapa               | 1 Woche      |                                |
| 2023 | All Night           | 1 Woche      | feat. Luciano                  |
| 2023 | Liebe Grüße         | 2 Wochen     | feat. Ski Aggu                 |
| 2025 | Jupiter             | 1 Woche      | feat. Apache 207               |

### Luciano

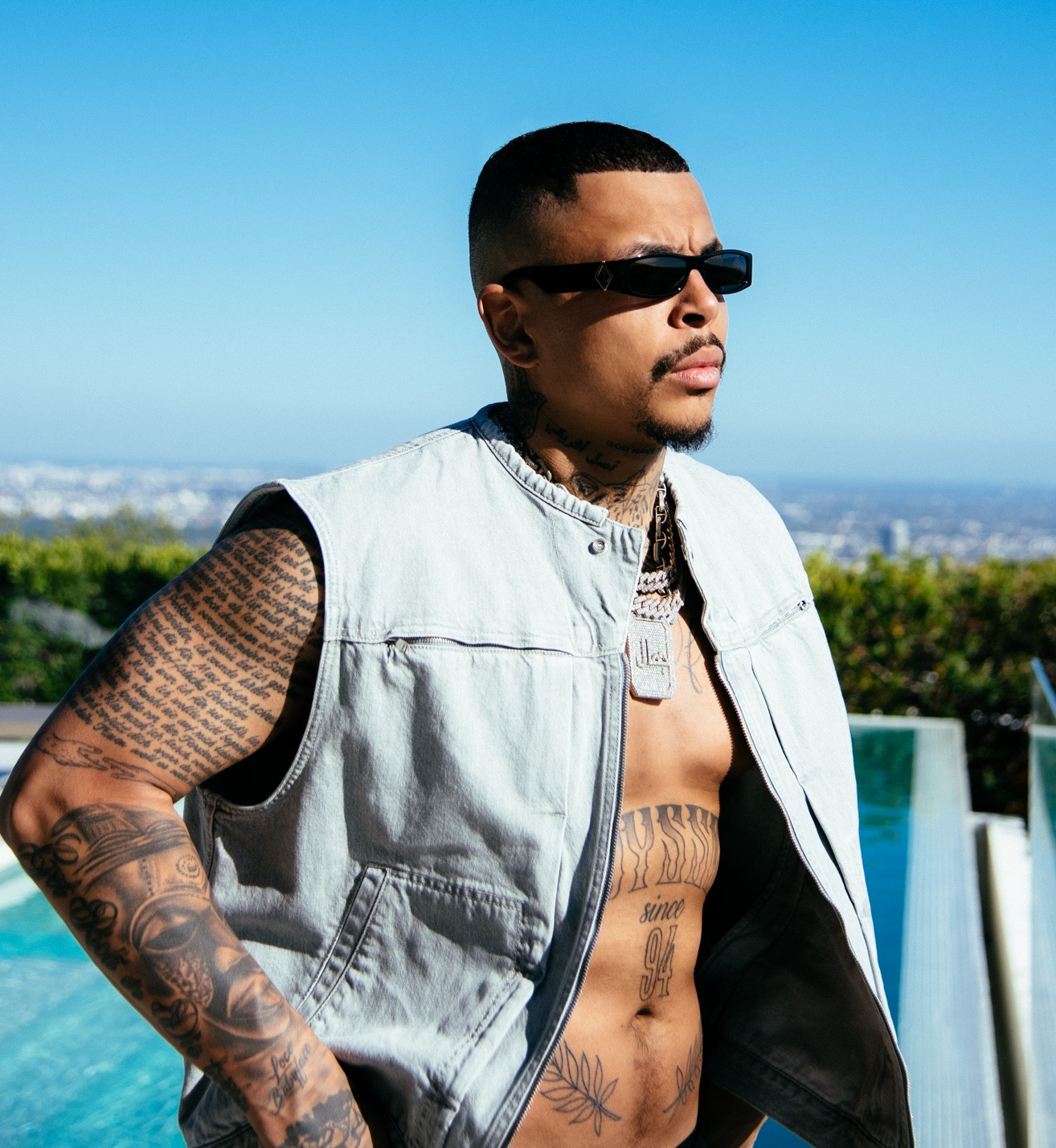
Luciano (2022)

| Jahr | Titel                | Verweildauer | Anmerkungen                                        |
| ---- | -------------------- | ------------ | -------------------------------------------------- |
| 2018 | Roli Glitzer Glitzer | 1 Woche      | Capital Bra feat. Eno & Luciano                    |
| 2019 | Royal Rumble         | 1 Woche      | Capital Bra, Kalazh44 & Samra feat. Luciano & Nimo |
| 2020 | Mios mit Bars        | 1 Woche      |                                                    |
| 2020 | XXL                  | 1 Woche      | Miksu/Macloud feat. Jamule, Luciano & Summer Cem   |
| 2021 | Schmetterling        | 1 Woche      |                                                    |
| 2021 | 2CB                  | 1 Woche      | RAF Camora feat. Luciano                           |
| 2022 | Beautiful Girl       | 6 Wochen     |                                                    |
| 2022 | Bamba                | 3 Wochen     | feat. Aitch & Bia                                  |
| 2023 | All Night            | 1 Woche      | RAF Camora feat. Luciano                           |
| 2024 | Wonderful Life       | 2 Wochen     | mit 6PM Records & Hurts feat. Sira                 |
| 2024 | Time                 | 1 Woche      |                                                    |
| 2024 | Butcher              | 1 Woche      | Sosa La M feat. Luciano                            |
| 2025 | Gesegnet             | 2 Wochen     | mit Apache 207                                     |

### Rammstein

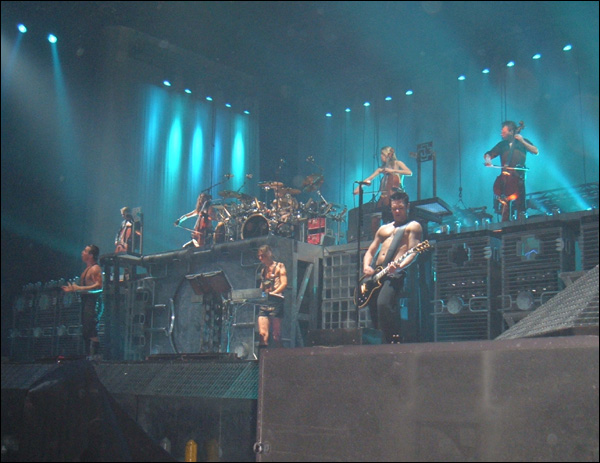
Rammstein (2005)

| Jahr | Titel            | Verweildauer | Anmerkungen |
| ---- | ---------------- | ------------ | ----------- |
| 1997 | Engel            | 7 Wochen     |             |
| 1997 | Du hast          | 2 Wochen     |             |
| 1997 | Das Modell       | 6 Wochen     |             |
| 2001 | Sonne            | 5 Wochen     |             |
| 2004 | Mein Teil        | 1 Woche      |             |
| 2004 | Amerika          | 3 Wochen     |             |
| 2009 | Pussy            | 4 Wochen     |             |
| 2011 | Mein Land        | 1 Woche      |             |
| 2012 | Mein Herz brennt | 1 Woche      |             |
| 2019 | Deutschland      | 3 Wochen     |             |
| 2019 | Ausländer        | 1 Woche      |             |
| 2022 | Zeit             | 1 Woche      |             |
| 2022 | Zick Zack        | 2 Wochen     |             |

### Herbert Grönemeyer

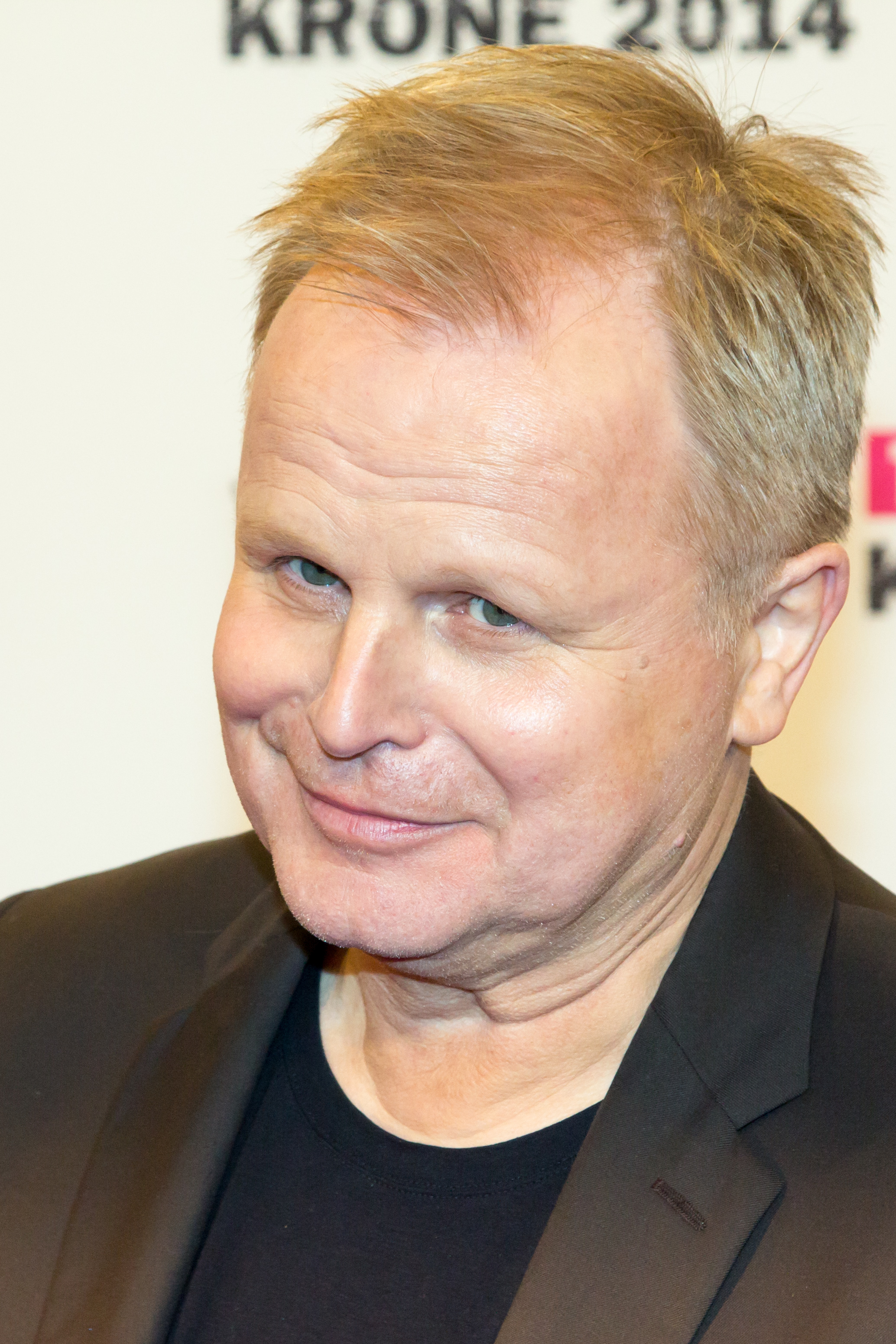
Herbert Grönemeyer (2014)

| Jahr | Titel                           | Verweildauer | Anmerkungen                             |
| ---- | ------------------------------- | ------------ | --------------------------------------- |
| 1984 | Männer                          | 7 Wochen     |                                         |
| 1985 | Nackt im Wind                   | 9 Wochen     | als Teil von Band für Afrika            |
| 1986 | Tschernobyl (Das letzte Signal) | 1 Woche      | als Teil von Wolf Maahn & Unterstützung |
| 1988 | Was soll das                    | 13 Wochen    |                                         |
| 1988 | Vollmond                        | 3 Wochen     |                                         |
| 2002 | Mensch                          | 10 Wochen    |                                         |
| 2006 | Zeit, dass sich was dreht       | 4 Wochen     | mit Amadou & Mariam                     |
| 2007 | Lied 1 – Stück vom Himmel       | 1 Woche      |                                         |
| 2008 | Glück                           | 3 Wochen     |                                         |
| 2011 | Schiffsverkehr                  | 1 Woche      |                                         |
| 2014 | Morgen                          | 1 Woche      |                                         |
| 2024 | Zeit, dass sich was dreht       | 10 Wochen    | Soho Bani feat. Herbert Grönemeyer      |

### Xavier Naidoo

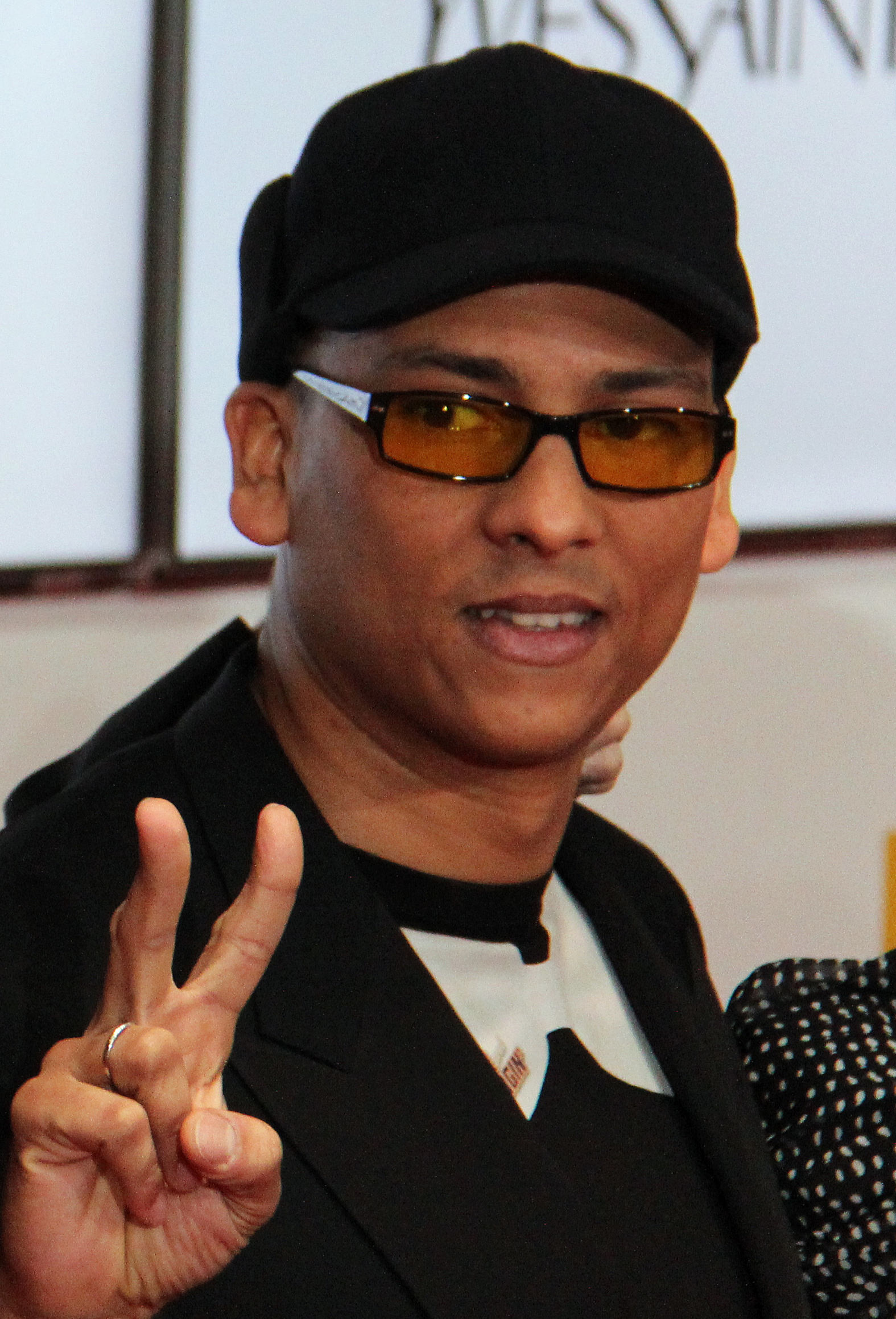
Xavier Naidoo (2012)

| Jahr | Titel                                      | Verweildauer | Anmerkungen                   |
| ---- | ------------------------------------------ | ------------ | ----------------------------- |
| 1999 | Sie sieht mich nicht                       | 6 Wochen     |                               |
| 2001 | Jeanny                                     | 1 Woche      | Reamonn feat. Xavier Naidoo   |
| 2001 | Adriano (Letzte Warnung)                   | 8 Wochen     | als Teil von Brothers Keepers |
| 2002 | Bevor du gehst                             | 7 Wochen     |                               |
| 2003 | Ich kenne nichts (das so schön ist wie du) | 7 Wochen     | mit RZA                       |
| 2004 | Du bist nicht allein                       | 1 Woche      | als Teil von Zeichen der Zeit |
| 2005 | Dieser Weg                                 | 11 Wochen    |                               |
| 2006 | Danke                                      | 6 Wochen     |                               |
| 2007 | Was wir alleine nicht schaffen             | 2 Wochen     |                               |
| 2009 | Alles kann besser werden                   | 1 Woche      | mit Janet Grogan              |
| 2012 | Schau nicht mehr zurück                    | 3 Wochen     | mit Kool Savas als Xavas      |
| 2013 | Bei meiner Seele                           | 1 Woche      |                               |

### Die Ärzte

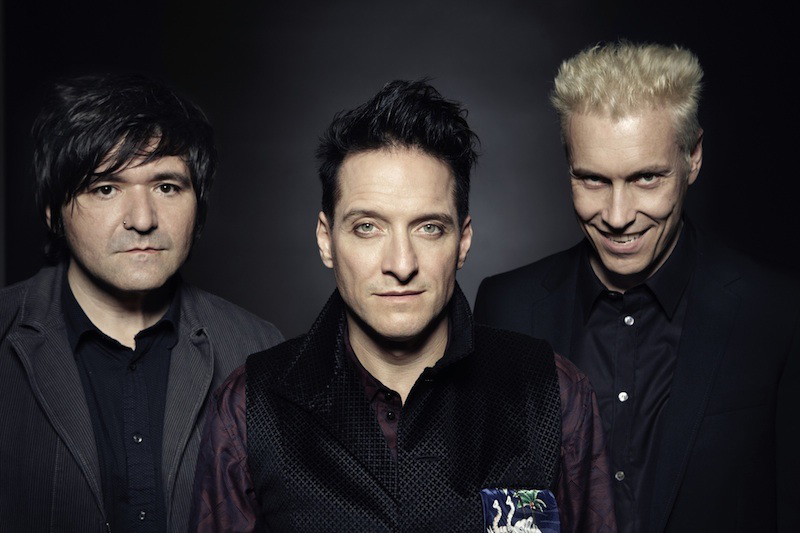
Die Ärzte (2012)

| Jahr | Titel                     | Verweildauer | Anmerkungen                     |
| ---- | ------------------------- | ------------ | ------------------------------- |
| 1989 | Zu spät                   | 5 Wochen     |                                 |
| 1989 | Bitte bitte               | 5 Wochen     |                                 |
| 1995 | Schrei nach Liebe         | 5 Wochen     | 2015 nochmal an der Chartspitze |
| 1995 | Ein Song namens Schunder  | 1 Woche      |                                 |
| 1998 | Ein Schwein namens Männer | 12 Wochen    |                                 |
| 2000 | Wie es geht               | 5 Wochen     |                                 |
| 2003 | Unrockbar                 | 1 Woche      |                                 |
| 2007 | Junge                     | 2 Wochen     |                                 |
| 2012 | zeiDverschwÄndung         | 1 Woche      |                                 |
| 2020 | True Romance              | 1 Woche      |                                 |

### Peter Alexander

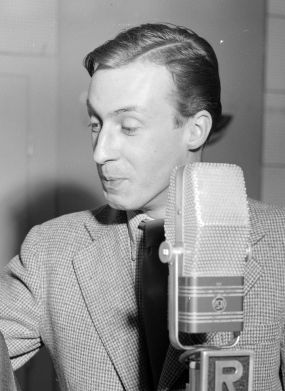
Peter Alexander (1952)

| Jahr | Titel                        | Verweildauer | Anmerkungen          |
| ---- | ---------------------------- | ------------ | -------------------- |
| 1958 | Bambina                      | 1 Monat      | mit den Sieben Raben |
| 1965 | Schenk’ mir ein Bild von dir | 2 Monate     |                      |
| 1967 | Moderne Romanzen             | 1 Monat      |                      |
| 1967 | Verbotene Träume             | ½ Monat      |                      |
| 1967 | Der letzte Walzer            | 3 Monate     |                      |
| 1968 | Delilah                      | 1 Monat      |                      |
| 1969 | Liebesleid                   | 1½ Monate    |                      |
| 1970 | Oh Lady Mary                 | ½ Monat      |                      |
| 1971 | Hier ist ein Mensch          | 9 Wochen     |                      |
| 1976 | Die kleine Kneipe            | 7 Wochen     |                      |

### Roy Black

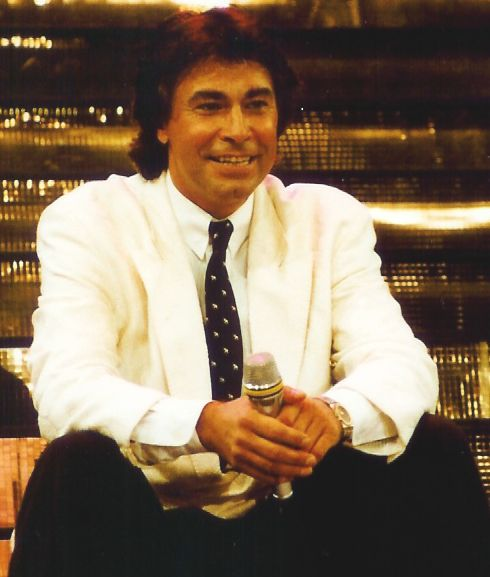
Roy Black (1989)

| Jahr | Titel                                         | Verweildauer | Anmerkungen |
| ---- | --------------------------------------------- | ------------ | ----------- |
| 1965 | Du bist nicht allein                          | 2 Monate     |             |
| 1966 | Ganz in Weiß                                  | 2 Monate     |             |
| 1966 | Leg Dein Herz in meine Hände                  | 2 Monate     |             |
| 1967 | Frag nur Dein Herz                            | 2½ Monate    |             |
| 1967 | Meine Liebe zu Dir                            | 3½ Monate    |             |
| 1968 | Bleib’ bei mir                                | ½ Monat      |             |
| 1969 | Das Mädchen Carina                            | 2½ Monate    |             |
| 1969 | Dein schönstes Geschenk                       | 3½ Monate    |             |
| 1971 | Für dich allein (Du kannst nicht alles haben) | 5 Wochen     |             |
| 1971 | Schön ist es auf der Welt zu sein             | 7 Wochen     | mit Anita   |

## „Dauerbrenner“ nach Singles
Diese Liste beinhaltet alle Singles – in chronologischer Reihenfolge nach ihrer Verweildauer absteigend – die mindestens 13 Wochen an der Chartspitze der Deutschsprachigen Single Top 15 standen:
| Jahr | Titel                                | Interpret                                                          | Verweildauer             |
| ---- | ------------------------------------ | ------------------------------------------------------------------ | ------------------------ |
| 1978 | Das Lied der Schlümpfe               | Vader Abraham                                                      | 25,00 Wochen             |
| 1992 | Jive Connie                          | Connie Francis                                                     | 25,00 Wochen             |
| 1971 | Butterfly                            | Danyel Gérard                                                      | 23,00 Wochen             |
| 2023 | Komet                                | Udo Lindenberg & Apache 207                                        | 22,00 Wochen             |
| 1955 | Ganz Paris träumt von der Liebe      | Caterina Valente & Orchester Mike Firestone                        | 21,86 Wochen (5 Monate)  |
| 1956 | Heimweh                              | Freddy Quinn                                                       | 21,86 Wochen (5 Monate)  |
| 1957 | Cindy, Oh Cindy                      | Margot Eskens                                                      | 21,43 Wochen (5 Monate)  |
| 2010 | Geboren um zu leben                  | Unheilig                                                           | 21,00 Wochen             |
| 1992 | Ich bin der Martin, ne … ?!          | Diether Krebs & Gundula                                            | 21,00 Wochen             |
| 1979 | So bist du                           | Peter Maffay                                                       | 20,00 Wochen             |
| 2007 | Ein Stern (… der deinen Namen trägt) | DJ Ötzi & Nik P.                                                   | 20,00 Wochen             |
| 2017 | Was du Liebe nennst                  | Bausa                                                              | 20,00 Wochen             |
| 1981 | Santa Maria                          | Roland Kaiser                                                      | 19,00 Wochen             |
| 1990 | Verdammt, ich lieb’ Dich             | Matthias Reim                                                      | 19,00 Wochen             |
| 1991 | Beinhart                             | Torfrock                                                           | 18,00 Wochen             |
| 1968 | Du sollst nicht weinen               | Heintje                                                            | 17,57 Wochen (4 Monate)  |
| 1959 | Die Gitarre und das Meer             | Freddy Quinn                                                       | 17,43 Wochen (4 Monate)  |
| 1969 | Heidschi Bumbeidschi                 | Heintje                                                            | 17,14 Wochen (4 Monate)  |
| 1974 | Theo, wir fahr’n nach Lodz           | Vicky Leandros                                                     | 17,00 Wochen             |
| 1980 | Der Nippel                           | Mike Krüger                                                        | 17,00 Wochen             |
| 1987 | Guten Morgen, liebe Sorgen           | Jürgen von der Lippe                                               | 17,00 Wochen             |
| 1988 | Macho, Macho                         | Rainhard Fendrich                                                  | 17,00 Wochen             |
| 1992 | Die da!?!                            | Die Fantastischen Vier                                             | 17,00 Wochen             |
| 2002 | Engel                                | Ben & Gim                                                          | 17,00 Wochen             |
| 1974 | Tränen lügen nicht                   | Michael Holm                                                       | 16,00 Wochen             |
| 1979 | Kreuzberger Nächte                   | Gebrüder Blattschuss                                               | 16,00 Wochen             |
| 1999 | Flugzeuge im Bauch                   | Oli. P feat. Tina Frank                                            | 16,00 Wochen             |
| 2009 | Stadt                                | Cassandra Steen feat. Adel Tawil                                   | 16,00 Wochen             |
| 1969 | Dein schönstes Geschenk              | Roy Black                                                          | 15,28 Wochen (3½ Monate) |
| 1967 | Meine Liebe zu Dir                   | Roy Black                                                          | 15,14 Wochen             |
| 1994 | Mädchen                              | Lucilectric                                                        | 15,00 Wochen             |
| 2013 | Bilder im Kopf                       | Sido                                                               | 15,00 Wochen             |
| 2014 | Atemlos durch die Nacht              | Helene Fischer                                                     | 15,00 Wochen             |
| 1976 | Rocky                                | Frank Farian                                                       | 14,00 Wochen             |
| 1983 | Jenseits von Eden                    | Nino de Angelo                                                     | 14,00 Wochen             |
| 1985 | Rock Me Amadeus                      | Falco                                                              | 14,00 Wochen             |
| 1993 | Alles nur geklaut                    | Die Prinzen                                                        | 14,00 Wochen             |
| 1996 | Verpiss’ dich                        | Tic Tac Toe                                                        | 14,00 Wochen             |
| 2006 | Das Beste                            | Silbermond                                                         | 14,00 Wochen             |
| 2011 | Nur noch kurz die Welt retten        | Tim Bendzko                                                        | 14,00 Wochen             |
| 2016 | Die immer lacht                      | Stereoact feat. Kerstin Ott                                        | 14,00 Wochen             |
| 2016 | Chöre                                | Mark Forster                                                       | 14,00 Wochen             |
| 1968 | Der letzte Walzer                    | Peter Alexander                                                    | 13,28 Wochen (3 Monate)  |
| 1954 | Heideröslein                         | Friedel Hensch und die Cyprys                                      | 13,14 Wochen (3 Monate)  |
| 1958 | I Love You, Baby                     | Conny                                                              | 13,14 Wochen (3 Monate)  |
| 1961 | Ein Schiff wird kommen               | Caterina Valente / Lale Andersen                                   | 13,14 Wochen (3 Monate)  |
| 1961 | Vier Schimmel, ein Wagen (Hüh-a-hoh) | Trio Kolenka                                                       | 13,14 Wochen (3 Monate)  |
| 1964 | Liebeskummer lohnt sich nicht        | Siw Malmkvist                                                      | 13,14 Wochen (3 Monate)  |
| 1966 | Hundert Mann und ein Befehl          | Freddy Quinn                                                       | 13,14 Wochen (3 Monate)  |
| 1956 | Arrivederci, Roma                    | Lys Assia, Sunshine-Quartett, Die Toledos & Orchester Béla Sanders | 13,00 Wochen (3 Monate)  |
| 1960 | Marina                               | Will Brandes                                                       | 13,00 Wochen (3 Monate)  |
| 1962 | Kleiner Gonzales                     | Rex Gildo                                                          | 13,00 Wochen (3 Monate)  |
| 1973 | Goodbye, My Love, Goodbye            | Demis Roussos                                                      | 13,00 Wochen             |
| 1975 | Griechischer Wein                    | Udo Jürgens                                                        | 13,00 Wochen             |
| 1976 | Ein Bett im Kornfeld                 | Jürgen Drews                                                       | 13,00 Wochen             |
| 1984 | Irgendwie, irgendwo, irgendwann      | Nena (Band)                                                        | 13,00 Wochen             |
| 1986 | Jeanny, Part I                       | Falco                                                              | 13,00 Wochen             |
| 1988 | Was soll das                         | Herbert Grönemeyer                                                 | 13,00 Wochen             |
| 1993 | Sascha … ein aufrechter Deutscher    | Die Toten Hosen                                                    | 13,00 Wochen             |
| 2008 | So soll es bleiben                   | Ich + Ich                                                          | 13,00 Wochen             |
| 2009 | Irgendwas bleibt                     | Silbermond                                                         | 13,00 Wochen             |
| 2012 | Tage wie diese                       | Die Toten Hosen                                                    | 13,00 Wochen             |
| 2019 | Roller                               | Apache 207                                                         | 13,00 Wochen             |

## „Dauerbrenner“ nach Künstler

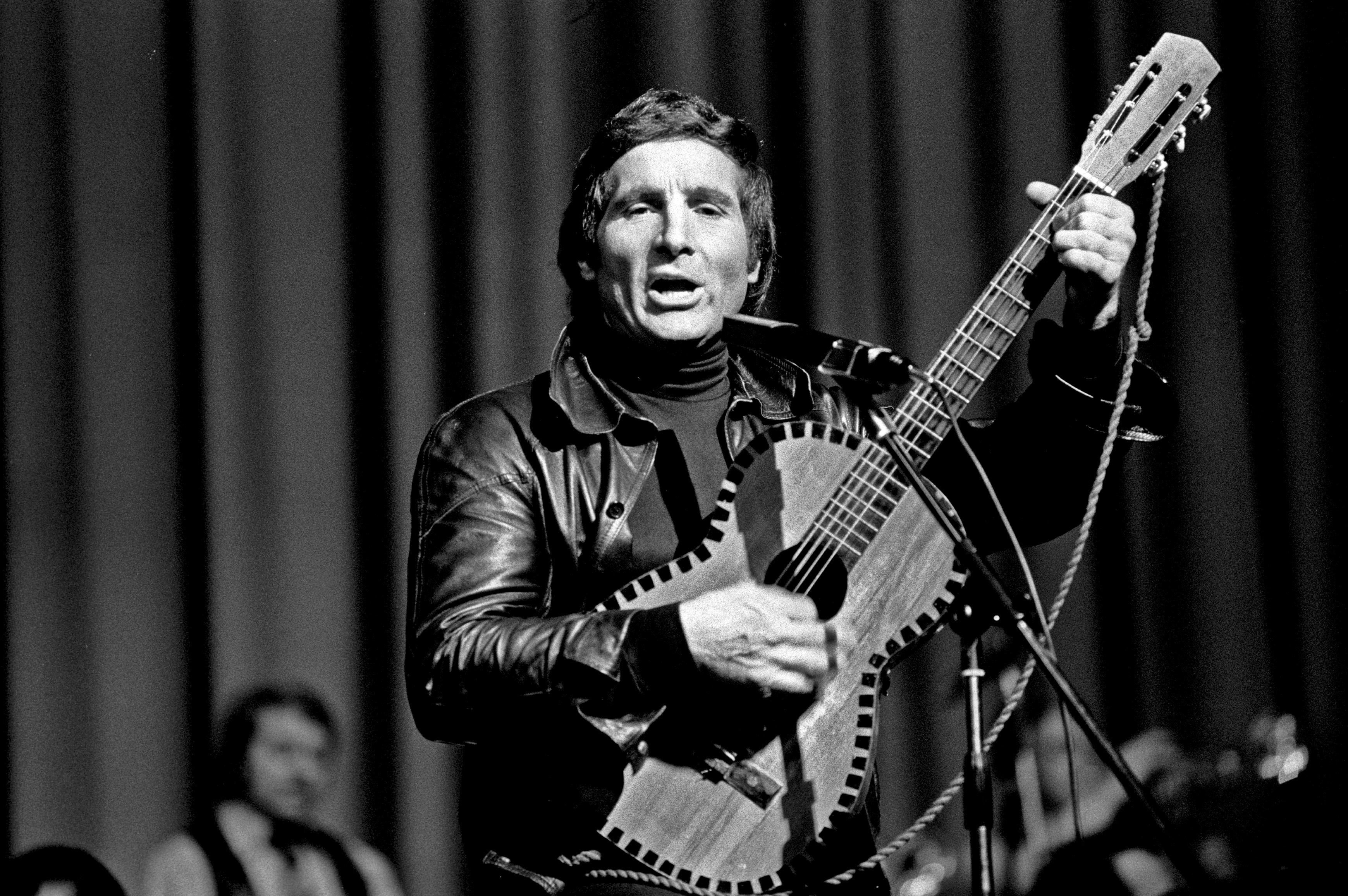
Quinn (1971)

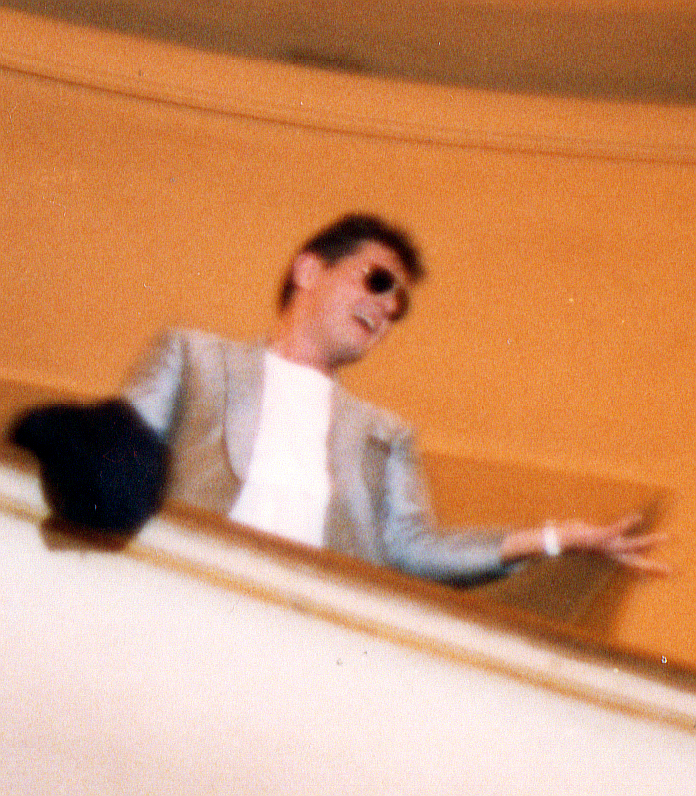
Falco (1986)

Die folgende Liste beinhaltet Interpreten – in chronologischer Reihenfolge nach Wochen absteigend – welche sich mindestens 20 Wochen an der Chartspitze halten konnten. Monatliche sowie halbmonatliche Chartangaben wurden ebenfalls in Wochen umgewandelt, jeder Tag außerhalb von ganzen Wochen fließt mit etwa 0,14 in die Berechnung ein.
- 91,71:  Roy Black
- 82,71:  Freddy Quinn
- 63,00:  Apache 207 und  Herbert Grönemeyer
- 62,43:  Peter Alexander
- 60,14:  Peter Maffay
- 56,71:   Caterina Valente
- 56,00:  Falco
- 55,57:  Heintje
- 54,00:  Xavier Naidoo
- 47,00:  Udo Lindenberg
- 46,00:  Sido
- 45,43:   Howard Carpendale
- 45,00:  Die Toten Hosen
- 44,00:  Capital Bra / Joker Bra
- 41,00:  Michael Holm und  Ich + Ich
- 38,00:  Die Ärzte
- 37,00:  Rammstein,  Adel Tawil und  Tic Tac Toe / Sara @ Tic Tac Two
- 36,00:  Silbermond
- 35,00:  Mark Forster
- 34,00:  Bonez MC und  Matthias Reim
- 33,00:  Bausa und  Münchener Freiheit
- 31,00:  Unheilig
- 30,00:  Roland Kaiser,  Nena und  RAF Camora
- 29,43:  Connie Francis und  Gitte Hænning
- 29,00:  Die Fantastischen Vier
- 28,00:  Cro,  Oliver Petszokat und  Vader Abraham
- 27,00:  Frank Zander / Fred Sonnenschein
- 26,00:  Udo Jürgens,   Vicky Leandros und  Nena (Band)
- 25,00:  DJ Ötzi und  Stefan Raab
- 24,00:  Andreas Bourani
- 23,00:  Bernd Clüver,  Danyel Gérard 2,  Klaus Lage,  Samra,  Shirin David und  Trio
- 22,00:  Gundula,  Diether Krebs und  Juliane Werding
- 21,86:  Orchester Mike Firestone 2
- 21,71:  Rex Gildo
- 21,43:  Margot Eskens 2
- 21,00:  Nino de Angelo,  Tina Frank und  Luciano
- 20,00:  Culcha Candela,  Jürgen Drews,  Gzuz,  Peggy March,  Nik P. 2,  Rosenstolz und  Jürgen von der Lippe

## Künstler, die sich selbst auf Platz eins ablösten

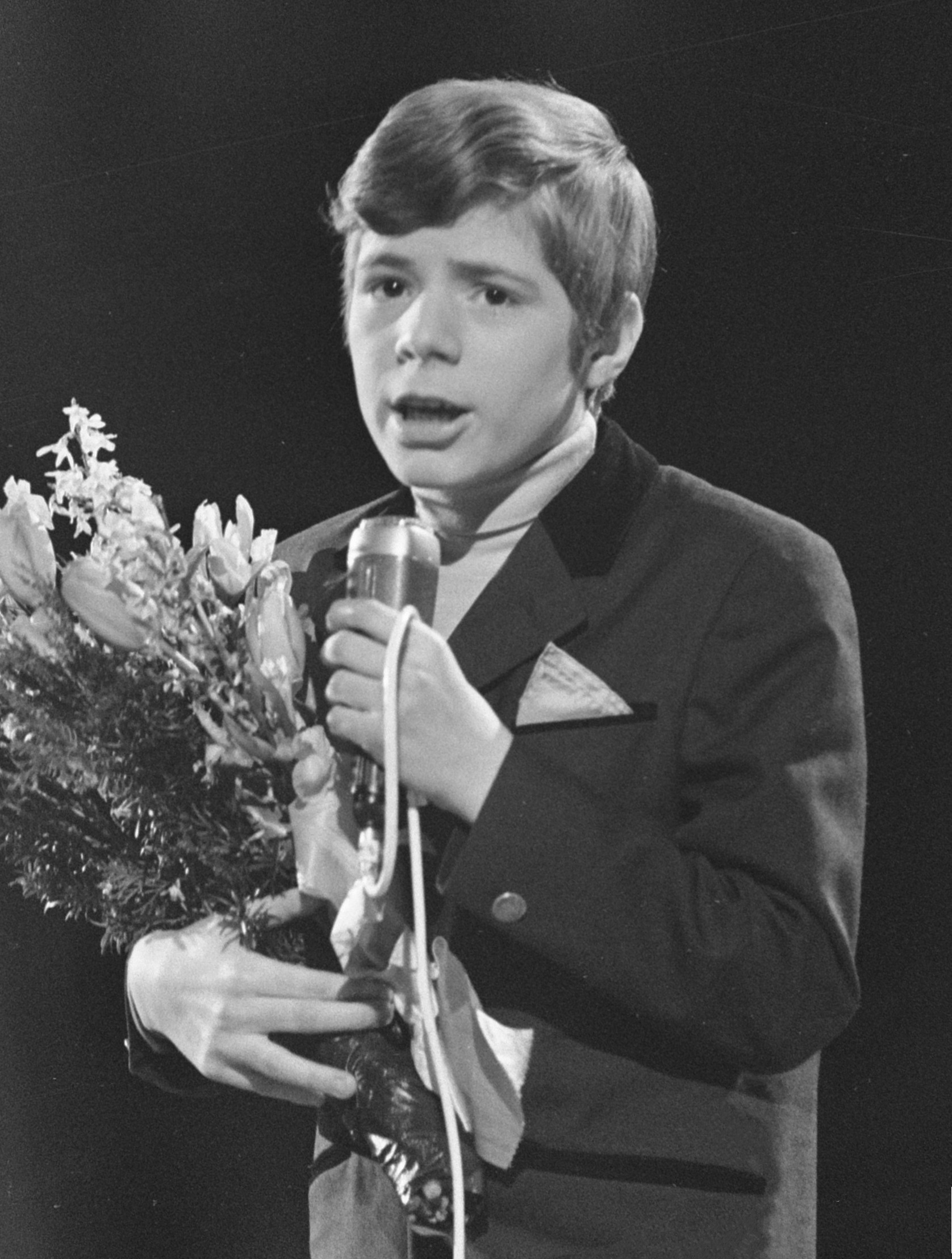
Heintje (1970)

Künstler, die sich einmal selbst auf Platz eins ablösten
- 1960:   Caterina Valente – Itsy Bitsy Teenie Weenie Honolulu-Strand-Bikini (1. September; mit Silvio Francesco) → Ein Schiff wird kommen (1. Oktober)
- 1963:  Gitte Hænning – Ich will ’nen Cowboy als Mann (1. September) → Vom Stadtpark die Laternen (1. Oktober; mit Rex Gildo)
- 1987:  Jürgen von der Lippe – Guten Morgen, liebe Sorgen (28. September) → Dann ist der Wurm drin (5. Oktober)
- 1988:  Herbert Grönemeyer – Was soll das (11. Juli) → Vollmond (18. Juli)
- 1990:  Matthias Reim – Verdammt, ich lieb’ Dich (10. September) → Ich hab’ geträumt von dir (17. September)
- 1992:  Diether Krebs &  Gundula – Ich bin der Martin, ne…?! (30. Dezember 1991) → Santamarghuaritanobiledimontepulciano – Du kleines Fischerdorf (6. Januar 1992)
- 1999:  Oli. P & Tina Frank – Flugzeuge im Bauch (18. Januar) → I Wish (25. Januar)
- 2001:  Xavier Naidoo – Jeanny (9. Juli; Reamonn feat. Xavier Naidoo) → Adriano (Letzte Warnung) (16. Juli; als Teil von Brothers Keepers)
- 2004:  Yvonne Catterfeld – Du bist nicht allein (19. Januar; als Teil von Zeichen der Zeit) → Du hast mein Herz gebrochen (26. Januar)
- 2011:  Tim Bendzko – Wenn Worte meine Sprache wären (14. Oktober) → Nur noch kurz die Welt retten 3 (21. Oktober)
- 2018:  Capital Bra – One Night Stand (8. Juni) → Berlin lebt (15. Juni)
- 2019:  Capital Bra – Wir ticken (22. März; mit Samra) → Cherry Lady (29. März)
- 2019:  Capital Bra &  Samra – Royal Rumble (21. Juni; mit Kalazh44, Nimo & Luciano) → Tilidin (28. Juni)
- 2019:  RAF Camora – Neptun (26. Juli; KC Rebell feat. RAF Camora) → Nummer (2. August; Ufo361 feat. RAF Camora)
- 2019:  Apache 207 – Roller (18. Oktober) → Warum tust Du dir das an? (25. Oktober) → Roller 3 (1. November)
- 2020:  Samra – Bae Bae (17. April) → 365 Tage (24. April; mit Capital Bra)
- 2020:  Bonez MC – Roadrunner (29. Mai) → In meinem Benz (5. Juni; mit AK Ausserkontrolle)
- 2021:  Jamule – Frag mich nicht (23. April; Miksu/Macloud feat. Nimo & Jamule) → Liege wieder wach (30. April)

Künstler, die sich zweimal selbst auf Platz eins ablösten
- 1968:  Heintje – Mama (15. Juni) → Du sollst nicht weinen (1. Juli; 15. Oktober) → Heidschi Bumbeidschi (1. November)
- 2018:  Bonez MC &  RAF Camora – Risiko (31. August) → 500 PS (7. September; 14. September) → Kokain (21. September; feat. Gzuz)
- 2024:  Luciano – Wonderful Life (5. Januar; mit 6PM Records & Hurts feat. Sira) → Time (12. Januar) → Wonderful Life 3 (19. Januar)

Künstler, die sich dreimal selbst auf Platz eins ablösten
- 2020:  Apache 207 – Bläulich (24. Juli) → Unterwegs (31. Juli) → Sie ruft (7. August) → Bläulich 3 (14. August)

## Künstler mit den meisten Jahren zwischen der ersten und letzten Nummer-eins-Single

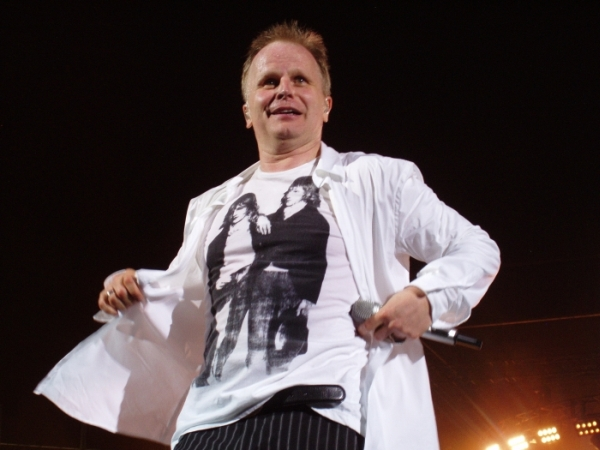
Grönemeyer (2007)

- 44:  Peter Maffay – Du (15. Mai 1970) → Do They Know It's Christmas? (Deutsche Version) (19. Dezember 2014; als Teil von Band Aid 30 Germany)
- 40:  Herbert Grönemeyer – Männer (18. Juni 1984) → Zeit, dass sich was dreht (18. Juli 2024; Soho Bani feat. Herbert Grönemeyer)
- 38:  Udo Lindenberg – Nackt im Wind (4. Februar 1985; als Teil von Band für Afrika) → Komet (17. August 2023; mit Apache 207)
- 31:  Die Ärzte – Zu spät (27. Februar 1989) → True Romance (16. Oktober 2020)
- 29:  Connie Francis – Barcarole in der Nacht (1. Juli 1963) → Jive Connie (4. Oktober 1992)
- 28:  Wolfgang Niedecken – Tschernobyl (Das letzte Signal) (6. Oktober 1986; als Teil von Wolf Maahn & Unterstützung) → Do They Know It's Christmas? (Deutsche Version) (19. Dezember 2014; als Teil von Band Aid 30 Germany)
- 26:  Nena – Nackt im Wind (4. Februar 1985; als Teil von Band für Afrika) → Strobo Pop (12. Mai 2011; mit den Atzen)
- 25:  Rammstein – Engel (2. Juni 1997) → Zick Zack (28. April 2022)
- 24:  Die Toten Hosen – Sascha … ein aufrechter Deutscher (1. Februar 1993) → Unter den Wolken (20. April 2017)
- 22:  Gitte Hænning – Ich will ’nen Cowboy als Mann (1. August 1963) → Nackt im Wind (25. Februar 1985; als Teil von Band für Afrika)

## Besonderheiten
- Der niederländische Kinderstar Heintje löste sich selbst 1968 zwei Mal in Folge von der Spitzenposition ab, so blieb er als Interpret mit den Titeln Mama, Du sollst nicht weinen und Heidschi Bumbeidschi neun Monate lang ununterbrochen auf dem ersten Platz der Charts.
- Der Titel Patrona Bavariae vom deutschen Volksmusik-Duo Original Naabtal Duo benötigte in der Chartwoche vom 10. April 1989 lediglich die Höchstposition 59, um das erfolgreichste deutschsprachige Lied in den offiziellen Singlecharts zu sein.
- Die Single Schrei nach Liebe von den Ärzten konnte sich im Jahr 2015, nach 22 Jahren, wieder an der Chartspitze platzieren.